# La Liga Argentina (básquet) 2021
La temporada 2021 de La Liga Argentina, segunda categoría del básquet argentino, fue la cuarta edición bajo esta nueva denominación. Respecto a la anterior temporada, y como respuesta a la pandemia por Covid-19, ésta se disputó íntegramente durante un semestre conformando así un «torneo corto». Comenzó el 18 de febrero de 2021 y lo disputaron 29 equipos.
El partido inaugural fue el clásico santafesino entre Unión y Colón en el Estadio Ángel P. Malvicino de la ciudad de Santa Fe. El 21 de mayo se oficializó la primera suspensión de la competencia, cuando producto de un decreto presidencial, se suspendieron varias actividades, entre ellas el deporte profesional.
Tras disputarse varias ventanas, con varias burbujas por distintas ciudades del país, los play-offs se disputarán en el estadio Ángel Sandrín de Instituto de Córdoba para la conferencia norte y en el Polideportivo Ángel Cayetano Arias de Viedma para la conferencia sur. Continuando con ese formato, la final del torneo, donde se define al campeón y ganador del ascenso, según fuentes cercanas a la organización se disputaría desde el 31 de julio en el Estadio Obras Sanitarias del club Obras Sanitarias en Buenos Aires y al mejor de cinco partidos. Días más tarde se dio la confirmación oficial de la sede, modificando levemente el calendario, comenzando la serie el 1 de agosto, además, se confirmó que, de ser necesarios, el cuarto y quinto juego de la final se disputarán en el Estadio Héctor Etchart.
La competencia finalizó el 6 de agosto, tras disputarse el cuarto partido de las finales donde Unión de Santa Fe venció a Villa Mitre de Bahía Blanca y se proclamó campeón por primera vez, logrando así volver a la máxima categoría después de 34 años.

## Modo de disputa
Esta edición del torneo se disputó bajo un nuevo formato más acotado debido a los contratiempos que presentó la pandemia de COVID-19, disputándose durante un semestre. Los veintinueve equipos se dividieron en dos Conferencias, Norte y Sur, la primera con quince equipos y la otra con catorce. Cada equipo dentro de su conferencia disputó dos encuentros ante sus rivales, ida y vuelta, obteniendo dos puntos en caso de vencer y un punto en caso de ser vencido. Los enfrentamientos fueron en sedes fijas decididas oportunamente, con determinados requisitos sanitarios y logísticos que la organización exigió. Las conferencias se dieron a conocer oficialmente el 19 de enero de 2021.
La postemporada estuvo conformada por playoffs entre los clasificados dentro de cada conferencia, siendo entonces cuartos de final, semifinales y finales de conferencia al mejor de tres juegos. Los campeones de cada conferencia se enfrentaron al mejor de cinco juegos para determinar al campeón de la temporada y único ascenso a la próxima temporada de la Liga Nacional de Básquet.

## Equipos participantes

### Cambios de plazas
| Obtiene una plaza     |
| --------------------- |
| Estudiantes Concordia |
| Colón (Santa Fe)      |
| Riachuelo             |
| Estudiantes (Tucumán) |
| Lanús                 |

| Deja la plaza             |
| ------------------------- |
| Central Entrerriano       |
| Oberá TC                  |
| Petrolero Argentino       |
| Centro Español (Plottier) |

### Equipos
| Club                        | Ciudad                                   | Estadio                                            | Capacidad |
| --------------------------- | ---------------------------------------- | -------------------------------------------------- | --------- |
| Ameghino                    | Villa María, Córdoba                     | La Leonera                                         | 500       |
| Atenas                      | Carmen de Patagones, Buenos Aires        | Carmelo Trípodi Calá                               | 2000      |
| Barrio Parque               | Córdoba, Córdoba                         | Teatro del Parque                                  | 1000      |
| Central Argentino Olímpico  | Ceres, Santa Fe                          | Estadio Raúl Braica                                |           |
| Ciclista Juninense          | Junín, Buenos Aires                      | Estadio Raúl "Chuni" Merlo                         | 3100      |
| Colón                       | Santa Fe, Santa Fe                       | Gimnasio Roque Otrino                              | 400       |
| Deportivo Norte             | Armstrong, Santa Fe                      | Jorge Ferrero                                      | 1000      |
| Del Progreso                | General Roca, Río Negro                  | El Gigante                                         | 2500      |
| Deportivo Viedma            | Viedma, Río Negro                        | Polideportivo Ángel Cayetano Arias                 | 2500      |
| Echagüe                     | Paraná, Entre Ríos                       | Estadio Luis Butta                                 | 2306      |
| Estudiantes Concordia       | Concordia, Entre Ríos                    | El Gigante Verde                                   |           |
| Estudiantes                 | Olavarría, Buenos Aires                  | Parque Carlos Guerrero                             | 7100      |
| Estudiantes                 | Tucumán, Tucumán                         | Ricardo «Coco» Ascarte                             | 1200      |
| Gimnasia y Esgrima La Plata | La Plata, Buenos Aires                   | Polideportivo Víctor Nethol                        | 3000      |
| Independiente BBC           | Santiago del Estero, Santiago del Estero | Estadio Israel Parnás, «El Gigante de calle Salta» |           |
| Lanús                       | Lanús, Buenos Aires                      | Microestadio Antonio Rotili                        | 3000      |
| Parque Sur                  | Concepción del Uruguay, Entre Ríos       | Estadio Parque Sur                                 | 1500      |
| Quilmes                     | Mar del Plata, Buenos Aires              | Polideportivo Islas Malvinas                       | 8000      |
| Racing                      | Chivilcoy, Buenos Aires                  | Estadio Norte                                      | 1500      |
| Riachuelo                   | La Rioja, La Rioja                       | Polideportivo Evita                                |           |
| Rivadavia                   | Rivadavia, Mendoza                       | Leopoldo Juan Brozovix                             | 900       |
| Salta Basket                | Salta, Salta                             | Polideportivo Delmi                                | 10 000    |
| San Isidro                  | San Francisco, Córdoba                   | Severo Robledo                                     | 800       |
| Sportivo América            | Rosario, Santa Fe                        | Estadio Amílcar Tamburri                           | 2500      |
| Tiro Federal                | Morteros, Córdoba                        | Estadio Vide Tealdi                                | 1300      |
| Tomás de Rocamora           | Concepción del Uruguay, Entre Ríos       | Estadio Julio César Paccagnella                    | 1000      |
| Unión                       | Santa Fe, Santa Fe                       | Estadio Ángel P. Malvicino                         | 4500      |
| Villa Mitre                 | Bahía Blanca, Buenos Aires               | José Martínez                                      | 2500      |
| Villa San Martín            | Resistencia, Chaco                       | Villa San Martín                                   | 1000      |

1. ↑  Racing de Chivilcoy usa el "Estadio Oscar y Alfredo Barca", del Club Deportivo Colón de Chivilcoy pues su estadio no se encuentra habilitado por la organización del torneo. El club pretende adecuarlo para ser usado más adelante.[17]
2. ↑  Villa Mitre no pudo usar su estadio en el torneo porque no cumplía los requisitos edilicios. Mientras Villa Mitre remodeló su estadio, hizo las veces de local en el Estadio Osvaldo Casanova, con capacidad para 3950 espectadores, del Club Estudiantes de Bahía Blanca.[18]

## Temporada regular

### Conferencia norte
| Equipo | Equipo                         | PJ | PG | PP | Pts |
| ------ | ------------------------------ | -- | -- | -- | --- |
| 1.°    | Unión (Santa Fe)               | 28 | 20 | 8  | 48  |
| 2.°    | Villa San Martín (Resistencia) | 28 | 18 | 10 | 46  |
| 3.°    | Echagüe                        | 28 | 18 | 10 | 46  |
| 4.°    | Ameghino (Villa María)         | 28 | 17 | 11 | 45  |
| 5.°    | Barrio Parque                  | 28 | 17 | 11 | 45  |
| 6.°    | Salta Basket                   | 28 | 16 | 12 | 44  |
| 7.°    | Deportivo Norte (Amstrong)     | 28 | 15 | 13 | 43  |
| 8.°    | Estudiantes (Tucumán)          | 28 | 15 | 13 | 43  |
| 9.°    | San Isidro (San Francisco)     | 28 | 13 | 15 | 41  |
| 10.°   | Sportivo América (Rosario)     | 27 | 13 | 14 | 40  |
| 11.°   | Tiro Federal (Morteros)        | 28 | 11 | 17 | 39  |
| 12.°   | Colón                          | 28 | 10 | 18 | 38  |
| 13.°   | Central Argentino Olímpico     | 27 | 9  | 18 | 36  |
| 14.°   | Riachuelo (La Rioja)           | 28 | 9  | 19 | 37  |
| 15.°   | Independiente BBC              | 28 | 8  | 20 | 36  |

|  | Avanza a la post-temporada. |

| Unión (SF)                 | 84-62  | Colón                      | Ángel P. Malvicino | 18 de febrero | 21:00 |
| Sportivo América (R)       | 86-72  | Tiro Federal (Morteros)    | Teatro del Parque  | 20 de febrero | 11:00 |
| Echagüe                    | 74-64  | Independiente BBC          | Ángel P. Malvicino | 20 de febrero | 16:30 |
| Ameghino (VM)              | 89-71  | Estudiantes (T)            | Teatro del Parque  | 20 de febrero | 16:30 |
| Unión (SF)                 | 92-75  | Villa San Martín (R)       | Ángel P. Malvicino | 20 de febrero | 19:00 |
| Deportivo Norte (A)        | 73-69  | Riachuelo (LR)             | Teatro del Parque  | 20 de febrero | 19:00 |
| Colón                      | 82-83  | Central Argentino Olímpico | Ángel P. Malvicino | 20 de febrero | 21:30 |
| Barrio Parque              | 94-76  | Salta Basket               | Teatro del Parque  | 20 de febrero | 21:30 |
| Independiente BBC          | 72-77  | Sportivo América           | Ángel P. Malvicino | 21 de febrero | 11:00 |
| Villa San Martín (R)       | 96-76  | Echagüe                    | Ángel P. Malvicino | 21 de febrero | 16:30 |
| Riachuelo (LR)             | 77-78  | San Isidro (SF)            | Teatro del Parque  | 21 de febrero | 16:30 |
| Tiro Federal (Morteros)    | 70-53  | Colón                      | Ángel P. Malvicino | 21 de febrero | 19:00 |
| Salta Basket               | 63-83  | Ameghino (VM)              | Teatro del Parque  | 21 de febrero | 19:00 |
| Central Argentino Olímpico | 66-91  | Unión (SF)                 | Ángel P. Malvicino | 21 de febrero | 21:30 |
| Estudiantes (T)            | 63-75  | Deportivo Norte (A)        | Teatro del Parque  | 21 de febrero | 21:30 |
| Echagüe                    | 78-86  | Central Argentino Olímpico | Ángel P. Malvicino | 23 de febrero | 11:00 |
| Deportivo Norte (A)        | 74-59  | Salta Basket               | Teatro del Parque  | 23 de febrero | 16:30 |
| Sportivo América (R)       | 62-72  | Villa San Martín (R)       | Ángel P. Malvicino | 23 de febrero | 16:30 |
| Unión (SF)                 | 83-90  | Tiro Federal (Morteros)    | Ángel P. Malvicino | 23 de febrero | 19:00 |
| San Isidro (SF)            | 83-85  | Estudiantes (T)            | Teatro del Parque  | 23 de febrero | 19:00 |
| Barrio Parque              | 65-59  | Riachuelo (LR)             | Teatro del Parque  | 23 de febrero | 21:30 |
| Colón                      | 80-67  | Independiente BBC          | Ángel P. Malvicino | 23 de febrero | 21:30 |
| Salta Basket               | 80-74  | San Isidro (SF)            | Teatro del Parque  | 24 de febrero | 16:30 |
| Tiro Federal (Morteros)    | 76-63  | Echagüe                    | Ángel P. Malvicino | 24 de febrero | 16:30 |
| Riachuelo (LR)             | 62-92  | Ameghino (VM)              | Teatro del Parque  | 24 de febrero | 19:00 |
| Villa San Martín (R)       | 77-79  | Colón                      | Ángel P. Malvicino | 24 de febrero | 19:00 |
| Estudiantes (T)            | 71-65  | Barrio Parque              | Teatro del Parque  | 24 de febrero | 21:30 |
| Independiente BBC          | 82-86  | Unión (SF)                 | Ángel P. Malvicino | 24 de febrero | 21:30 |
| Central Argentino Olímpico | 77-75  | Sportivo América (R)       | Ángel P. Malvicino | 25 de febrero | 11:00 |
| Riachuelo (LR)             | 97-102 | Estudiantes (T)            | Teatro del Parque  | 26 de febrero | 11:00 |
| Villa San Martín (R)       | 97-89  | Central Argentino Olímpico | Ángel P. Malvicino | 26 de febrero | 11:00 |
| Independiente BBC          | 60-66  | Tiro Federal (Morteros)    | Ángel P. Malvicino | 26 de febrero | 14:00 |
| Echagüe                    | 70-78  | Sportivo América (R)       | Ángel P. Malvicino | 26 de febrero | 21:30 |
| Ameghino (VM)              | 88-73  | Barrio Parque              | Teatro del Parque  | 26 de febrero | 21:30 |

| Unión (SF)                 | 89-79 | Ameghino (VM)              | Amílcar Tamburri    | 11 de marzo | 11:00 |
| Colón                      | 55-72 | Deportivo Norte (A)        | Amílcar Tamburri    | 11 de marzo | 16:30 |
| Independiente BBC          | 68-83 | Estudiantes (T)            | Polideportivo Delmi | 11 de marzo | 16:30 |
| Echagüe                    | 61-66 | Barrio Parque              | Amílcar Tamburri    | 11 de marzo | 19:00 |
| Tiro Federal (M)           | 77-80 | Riachuelo (LR)             | Polideportivo Delmi | 11 de marzo | 19:00 |
| Sportivo América (R)       | 75-66 | San Isidro (SF)            | Amílcar Tamburri    | 11 de marzo | 21:30 |
| Villa San Martín (R)       | 79-88 | Salta Basket               | Polideportivo Delmi | 11 de marzo | 21:30 |
| Deportivo Norte (A)        | 72-66 | Unión (SF)                 | Amílcar Tamburri    | 12 de marzo | 11:00 |
| Ameghino (VM)              | 83-87 | Echagüe                    | Amílcar Tamburri    | 12 de marzo | 16:30 |
| Riachuelo (LR)             | 82-87 | Central Argentino Olímpico | Polideportivo Delmi | 12 de marzo | 16:30 |
| San Isidro (SF)            | 79-78 | Colón                      | Amílcar Tamburri    | 12 de marzo | 19:00 |
| Estudiantes (T)            | 79-77 | Tiro Federal (M)           | Polideportivo Delmi | 12 de marzo | 19:00 |
| Barrio Parque              | 86-64 | Sportivo América (R)       | Amílcar Tamburri    | 12 de marzo | 21:30 |
| Salta Basket               | 75-71 | Independiente BBC          | Polideportivo Delmi | 12 de marzo | 21:30 |
| Unión (SF)                 | 91-86 | San Isidro (SF)            | Amílcar Tamburri    | 14 de marzo | 11:00 |
| Colón                      | 81-83 | Barrio Parque              | Amílcar Tamburri    | 14 de marzo | 16:30 |
| Villa San Martín (R)       | 98-73 | Riachuelo (LR)             | Polideportivo Delmi | 14 de marzo | 16:30 |
| Echagüe                    | 65-64 | Deportivo Norte (A)        | Amílcar Tamburri    | 14 de marzo | 19:00 |
| Central Argentino Olímpico | 71-75 | Estudiantes (T)            | Polideportivo Delmi | 14 de marzo | 19:00 |
| Sportivo América (R)       | 85-87 | Ameghino (VM)              | Amílcar Tamburri    | 14 de marzo | 21:30 |
| Tiro Federal (M)           | 93-97 | Salta Basket               | Polideportivo Delmi | 14 de marzo | 21:30 |
| Barrio Parque              | 63-86 | Unión (SF)                 | Amílcar Tamburri    | 15 de marzo | 11:00 |
| San Isidro (SF)            | 72-79 | Echagüe                    | Amílcar Tamburri    | 15 de marzo | 16:15 |
| Estudiantes (T)            | 69-77 | Villa San Martín (R)       | Polideportivo Delmi | 15 de marzo | 16:30 |
| Ameghino (VM)              | 91-81 | Colón                      | Amílcar Tamburri    | 15 de marzo | 19:00 |
| Riachuelo (LR)             | 71-74 | Independiente BBC          | Polideportivo Delmi | 15 de marzo | 19:00 |
| Deportivo Norte (A)        | 67-77 | Sportivo América           | Amílcar Tamburri    | 15 de marzo | 21:30 |
| Salta Basket               | 90-64 | Central Argentino Olímpico | Polideportivo Delmi | 15 de marzo | 21:30 |
| Independiente BBC          | 90-97 | Central Argentino Olímpico | Polideportivo Delmi | 17 de marzo | 16:30 |
| Villa San Martín (R)       | 92-74 | Tiro Federal (M)           | Polideportivo Delmi | 17 de marzo | 19:00 |
| Salta Basket               | 85-74 | Riachuelo (LR)             | Polideportivo Delmi | 17 de marzo | 21:30 |

| Barrio Parque | 75-65      | Deportivo Norte (A)  | Teatro del Parque  | 24 de marzo | 19:30 |
| Echagüe       | 79-74      | Colón                | Luis Butta         | 24 de marzo | 20:00 |
| Unión (SF)    | 74-73      | Sportivo América (R) | Ángel P. Malvicino | 24 de marzo | 21:00 |
| Ameghino (VM) | Suspendido | Deportivo Norte (A)  | La Leonera         | 31 de marzo | 21:30 |

| Central Argentino Olímpico | 73-79 | Colón                      | Luis Butta            | 7 de abril  | 16:30 |
| Villa San Martín (R)       | 64-57 | Unión (SF)                 | Luis Butta            | 7 de abril  | 19:00 |
| Independiente BBC          | 68-73 | Echagüe                    | Luis Butta            | 7 de abril  | 21:30 |
| San Isidro (SF)            | 55-69 | Salta Basket               | Superdomo de La Rioja | 8 de abril  | 16:30 |
| Colón                      | 84-94 | Villa San Martín (R)       | Luis Butta            | 8 de abril  | 16:30 |
| Estudiantes (T)            | 86-61 | Ameghino (VM)              | Superdomo de La Rioja | 8 de abril  | 19:00 |
| Unión (SF)                 | 81-66 | Independiente BBC          | Luis Butta            | 8 de abril  | 19:00 |
| Echagüe                    | 81-65 | Tiro Federal Morteros      | Luis Butta            | 8 de abril  | 21:30 |
| Riachuelo (LR)             | 58-78 | Barrio Parque              | Superdomo de La Rioja | 8 de abril  | 21:30 |
| Estudiantes (T)            | 58-69 | San Isidro (SF)            | Superdomo de La Rioja | 9 de abril  | 16:30 |
| Salta Basket               | 75-82 | Barrio Parque              | Superdomo de La Rioja | 9 de abril  | 19:00 |
| Ameghino (VM)              | 98-90 | Riachuelo (LR)             | Superdomo de La Rioja | 9 de abril  | 21:30 |
| Villa San Martín (R)       | 77-66 | Sportivo América           | Luis Butta            | 10 de abril | 14:00 |
| Barrio Parque              | 76-81 | Estudiantes (T)            | Superdomo de La Rioja | 10 de abril | 16:30 |
| Independiente BBC          | 49-80 | Colón                      | Luis Butta            | 10 de abril | 16:30 |
| Salta Basket               | 84-70 | Ameghino (VM)              | Superdomo de La Rioja | 10 de abril | 19:00 |
| Tiro Federal Morteros      | 66-78 | Unión (SF)                 | Luis Butta            | 10 de abril | 19:00 |
| San Isidro (SF)            | 82-83 | Riachuelo (LR)             | Superdomo de La Rioja | 10 de abril | 21:30 |
| Central Argentino Olímpico | 75-78 | Echagüe                    | Luis Butta            | 10 de abril | 21:30 |
| Sportivo América           | 66-77 | Independiente BBC          | Luis Butta            | 11 de abril | 14:00 |
| Colón                      | 80-87 | Tiro Federal Morteros      | Luis Butta            | 11 de abril | 16:30 |
| Unión (SF)                 | 96-83 | Central Argentino Olímpico | Luis Butta            | 11 de abril | 19:00 |
| Echagüe                    | 76-71 | Villa San Martín (R)       | Luis Butta            | 11 de abril | 21:30 |
| Riachuelo (LR)             | 78-86 | Salta Basket               | Superdomo de La Rioja | 12 de abril | 11:00 |
| Independiente BBC          | 77-84 | Villa San Martín (R)       | Luis Butta            | 13 de abril | 11:00 |

| Unión (SF)      | 79-89      | Echagüe             | Ángel Malvicino | 20 de abril | 21:00 |
| San Isidro (SF) | 75-73      | Barrio Parque       | Severo Robledo  | 20 de abril | 21:30 |
| Ameghino (VM)   | suspendido | Deportivo Norte (A) | La Leonera      | 20 de abril | 21:30 |

| Echagüe                    | 82-76      | San Isidro (SF)            | Amílcar Tamburri | 28 de abril | 14:00 |
| Estudiantes (T)            | 99-91      | Central Argentino Olímpico | Villa San Martín | 28 de abril | 16:30 |
| Unión (SF)                 | 94-80      | Deportivo Norte (A)        | Amílcar Tamburri | 28 de abril | 16:30 |
| Riachuelo (LR)             | 70-87      | Villa San Martín (R)       | Villa San Martín | 28 de abril | 19:00 |
| Sportivo América (R)       | 73-56      | Barrio Parque              | Amílcar Tamburri | 28 de abril | 19:00 |
| Deportivo Norte (A)        | suspendido | Colón                      | Jorge Ferrero    | 29 de abril | 14:00 |
| Estudiantes (T)            | 66-76      | Riachuelo (LR)             | Villa San Martín | 29 de abril | 16:30 |
| Barrio Parque              | 69-68      | Echagüe                    | Amílcar Tamburri | 29 de abril | 16:30 |
| Salta Basket               | 76-91      | Villa San Martín (R)       | Villa San Martín | 29 de abril | 19:00 |
| San Isidro (SF)            | 96-88      | Sportivo América (R)       | Amílcar Tamburri | 29 de abril | 19:00 |
| Central Argentino Olímpico | 72-74      | Salta Basket               | Villa San Martín | 1 de mayo   | 16:30 |
| San Isidro (SF)            | 75-76      | Unión (SF)                 | Amílcar Tamburri | 1 de mayo   | 16:30 |
| Villa San Martín (R)       | 71-63      | Estudiantes (T)            | Villa San Martín | 1 de mayo   | 19:00 |
| Deportivo Norte (A)        | 64-73      | Echagüe                    | Amílcar Tamburri | 1 de mayo   | 19:00 |
| Unión (SF)                 | 65-80      | Barrio Parque              | Amílcar Tamburri | 2 de mayo   | 14:00 |
| Central Argentino Olímpico | 73-75      | Riachuelo (LR)             | Villa San Martín | 2 de mayo   | 14:00 |
| Estudiantes (T)            | 71-67      | Salta Basket               | Villa San Martín | 2 de mayo   | 16:30 |
| Tiro Federal Morteros      | 89-93      | Villa San Martín (R)       | Villa San Martín | 2 de mayo   | 19:00 |
| Sportivo América (R)       | 93-69      | Deportivo Norte (A)        | Amílcar Tamburri | 2 de mayo   | 19:00 |
| Salta Basket               | 66-47      | Tiro Federal Morteros      | Villa San Martín | 4 de mayo   | 11:00 |
| Sportivo América (R)       | 58-73      | Unión (SF)                 | Amílcar Tamburri | 4 de mayo   | 19:00 |
| Ameghino (VM)              | 91-73      | Deportivo Norte (A)        | La Leonera       | 5 de mayo   | 20:00 |

| San Isidro (SF)            | 83-65      | Deportivo Norte            | Severo Robledo        | 9 de mayo  | 18:00 |
| Barrio Parque              | 67-68      | Ameghino (VM)              | La Leonera            | 9 de mayo  | 19:00 |
| Colón (SF)                 | 89-92      | Echagüe                    | Gimnasio Roque Otrino | 11 de mayo | 18:00 |
| Independiente BBC          | 91-72      | Deportivo Norte (A)        | La Leonera            | 14 de mayo | 11:00 |
| Echagüe                    | 83-80      | Riachuelo (LR)             | Gimnasio Roque Otrino | 14 de mayo | 11:00 |
| Central Argentino Olímpico | 67-81      | San Isidro (SF)            | La Leonera            | 14 de mayo | 14:00 |
| Sportivo América (R)       | postergado | Salta Basket               | Gimnasio Roque Otrino | 14 de mayo | 15:30 |
| Villa San Martín (R)       | 73-79      | Barrio Parque              | La Leonera            | 14 de mayo | 16:30 |
| Unión (SF)                 | 65-67      | Estudiantes (T)            | Gimnasio Roque Otrino | 14 de mayo | 18:00 |
| Tiro Federal Morteros      | 80-79      | Ameghino (VM)              | La Leonera            | 14 de mayo | 19:00 |
| Riachuelo (LR)             | 71-93      | Sportivo América (R)       | Gimnasio Roque Otrino | 15 de mayo | 11:00 |
| Deportivo Norte (A)        | 96-100     | Villa San Martín (R)       | La Leonera            | 15 de mayo | 11:00 |
| Barrio Parque              | 114-61     | Central Argentino Olímpico | Gimnasio Roque Otrino | 15 de mayo | 14:00 |
| Estudiantes (T)            | 63-64      | Echagüe                    | La Leonera            | 15 de mayo | 14:30 |
| San Isidro (SF)            | 68-82      | Tiro Federal Morteros      | La Leonera            | 15 de mayo | 16:30 |
| Ameghino (VM)              | 95-87      | Independiente BBC          | Gimnasio Roque Otrino | 15 de mayo | 19:00 |
| Central Argentino Olímpico | 83-93      | Deportivo Norte (A)        | La Leonera            | 17 de mayo | 11:00 |
| Sportivo América (R)       | 63-62      | Estudiantes (T)            | Gimnasio Roque Otrino | 17 de mayo | 11:00 |
| Independiente BBC          | suspendido | San Isidro (SF)            | La Leonera            | 17 de mayo | 14:00 |
| Unión (SF)                 | 70-77      | Salta Basket               | Gimnasio Roque Otrino | 17 de mayo | 15:30 |
| Tiro Federal Morteros      | 73-78      | Barrio Parque              | La Leonera            | 17 de mayo | 16:30 |
| Colón (SF)                 | 67-74      | Riachuelo (LR)             | Gimnasio Roque Otrino | 17 de mayo | 18:00 |
| Villa San Martín (R)       | 81-91      | Ameghino (VM)              | La Leonera            | 17 de mayo | 19:00 |
| Salta Basket               | 59-64      | Echagüe                    | Gimnasio Roque Otrino | 18 de mayo | 11:00 |
| Deportivo Norte (A)        | 58-80      | Tiro Federal Morteros      | La Leonera            | 18 de mayo | 11:00 |
| Barrio Parque              | 88-80      | Independiente BBC          | La Leonera            | 18 de mayo | 14:00 |
| Riachuelo (LR)             | suspendido | Unión (SF)                 | Gimnasio Roque Otrino | 18 de mayo | 15:30 |
| San Isidro (SF)            | suspendido | Villa San Martín (R)       | La Leonera            | 18 de mayo | 16:30 |
| Estudiantes (T)            | 66-60      | Colón (SF)                 | Gimnasio Roque Otrino | 18 de mayo | 18:00 |
| Ameghino (VM)              | 92-79      | Central Argentino Olímpico | La Leonera            | 18 de mayo | 19:00 |
| Central Argentino Olímpico | 75-70      | Villa San Martín (R)       | Gimnasio Roque Otrino | 20 de mayo | 11:00 |
| Sportivo América (R)       | 77-73      | Salta Basket               | Gimnasio Roque Otrino | 20 de mayo | 18:00 |
| Salta Basket               | 69-80      | Colón (SF)                 | Gimnasio Roque Otrino | 21 de mayo | 18:00 |

| Colón                      | 99-86  | Unión (SF)                 | Gimnasio Roque Otrino | 7 de junio  | 18:00 |
| Echagüe                    | 78-84  | Ameghino (VM)              | Luis Butta            | 7 de junio  | 18:00 |
| Tiro Federal Morteros      | 79-87  | Sportivo América (R)       | Vide Tealdi           | 7 de junio  | 19:00 |
| Riachuelo (LR)             | 92-85  | Deportivo Norte (A)        | Club Riojano          | 8 de junio  | 19:00 |
| Independiente BBC          | 75-88  | Salta Basket               | Polideportivo Delmi   | 8 de junio  | 19:00 |
| Colón                      | 77-84  | Ameghino (VM)              | Gimnasio Roque Otrino | 9 de junio  | 18:00 |
| Estudiantes (T)            | 72-82  | Independiente BBC          | Dionisio Muruaga      | 9 de junio  | 19:00 |
| Barrio Parque              | 87-72  | San Isidro (SF)            | Teatro del Parque     | 10 de junio | 17:00 |
| Ameghino (VM)              | 82-88  | Unión (SF)                 | Ángel Malvicino       | 10 de junio | 18:00 |
| Sportivo América (R)       | 74-75  | Echagüe                    | Rodolfo Carillo       | 10 de junio | 18:00 |
| Salta Basket               | 82-68  | Deportivo Norte (A)        | Polideportivo Delmi   | 10 de junio | 19:00 |
| Central Argentino Olímpico | 89-65  | Tiro Federal Morteros      | Raúl Braica           | 10 de junio | 19:00 |
| Deportivo Norte (A)        | 100-92 | Estudiantes (T)            | Dionisio Muruaga      | 11 de junio | 20:00 |
| Tiro Federal Morteros      | 90-96  | Central Argentino Olímpico | Vide Tealdi           | 12 de junio | 19:00 |

| Deportivo Norte (A)        | 75-72   | Central Argentino Olímpico | Severo Robledo      | 17 de junio | 11:00 |
| Barrio Parque              | 59-86   | Tiro Federal Morteros      | Severo Robledo      | 17 de junio | 14:00 |
| Estudiantes (T)            | 76-75   | Sportivo América (R)       | Polideportivo Delmi | 17 de junio | 14:30 |
| Ameghino (VM)              | 59-68   | Villa San Martín (R)       | Severo Robledo      | 17 de junio | 16:30 |
| Riachuelo (LR)             | 93-80   | Colón                      | Polideportivo Delmi | 17 de junio | 17:00 |
| San Isidro (SF)            | 73-72   | Independiente BBC          | Severo Robledo      | 17 de junio | 19:00 |
| Salta Basket               | 88-89   | Unión (SF)                 | Polideportivo Delmi | 17 de junio | 19:30 |
| Central Argentino Olímpico | 84-85   | Ameghino (VM)              | Severo Robledo      | 18 de junio | 11:00 |
| Tiro Federal Morteros      | 62-86   | Deportivo Norte (A)        | Severo Robledo      | 18 de junio | 14:00 |
| Colón                      | 92-81   | Estudiantes (T)            | Polideportivo Delmi | 18 de junio | 14:30 |
| Independiente BBC          | 106-108 | Barrio Parque              | Severo Robledo      | 18 de junio | 16:30 |
| Unión (SF)                 | 84-71   | Riachuelo (LR)             | Polideportivo Delmi | 18 de junio | 17:00 |
| Villa San Martín (R)       | 53-87   | San Isidro (SF)            | Severo Robledo      | 18 de junio | 19:00 |
| Echagüe                    | 70-101  | Salta Basket               | Polideportivo Delmi | 18 de junio | 19:30 |

| Tiro Federal Morteros      | 84-63   | Independiente BBC          | Israel Parnas         | 23 de junio | 19:00 |
| Colón                      | 73-78   | San Isidro (SF)            | Severo Robledo        | 23 de junio | 21:30 |
| Deportivo Norte (A)        | 83-66   | Barrio Parque              | Jorge Ferrero         | 23 de junio | 21:30 |
| Ameghino (VM)              | 80-78   | Sportivo América (R)       | Amílcar Tamburri      | 24 de junio | 11:30 |
| Tiro Fedeal Morteros       | 55-93   | Estudiantes (T)            | Coco Ascarte          | 24 de junio | 19:00 |
| Barrio Parque              | 65-69   | Colón                      | Teatro del Parque     | 25 de junio | 18:00 |
| Independiente BBC          | 76-68   | Riachuelo (LR)             | Polideportivo Evita   | 25 de junio | 19:00 |
| Riachuelo (LR)             | 90-65   | Tiro Federal Morteros      | Polideportio Evita    | 26 de junio | 19:00 |
| Independiente BBC          | 93-88   | San Isidro (SF)            | Israel Parnas         | 27 de junio | 11:00 |
| Deportivo Norte (A)        | 84-68   | Colón                      | Jorge Ferrero         | 27 de junio | 20:00 |
| Colón                      | 83-68   | Sportivo América (R)       | Gimnasio Roque Otrino | 29 de junio | 18:00 |
| San Isidro (SF)            | 82-71   | Villa San Martín (R)       | Villa San Martín      | 29 de junio | 19:30 |
| Deportivo Norte (A)        | 108-79  | Ameghino (VM)              | Jorge Ferrero         | 30 de junio | 21:30 |
| Sportivo América           | 82-65   | Colón                      | Rodolfo Carillo       | 2 de julio  | 18:00 |
| Central Argentino Olímpico | 85-87   | Independiente BBC          | Raúl Braica           | 2 de julio  | 19:30 |
| Salta Basket               | 73-87   | Estudiantes (T)            | Delmi                 | 2 de julio  | 19:30 |
| Ameghino (VM)              | 72-79   | San Isidro (SF)            | La Leonera            | 3 de julio  | 11:30 |
| Echagüe                    | 72-73   | Unión (SF)                 | Luis Butta            | 4 de julio  | 17:00 |
| Villa San Martín (R)       | 74-70   | Independiente BBC          | Villa San Martín      | 4 de julio  | 19:00 |
| Deportivo Norte (A)        | 84-73   | San Isidro (SF)            | Jorge Ferrero         | 7 de julio  | 20:00 |
| Sportivo América (R)       | [ n 4 ] | Central Argentino Olímpico | —                     | —           | —     |

### Conferencia sur
| Equipo | Equipo                       | PJ | PG | PP | Pts |
| ------ | ---------------------------- | -- | -- | -- | --- |
| 1.°    | Deportivo Viedma             | 25 | 19 | 6  | 44  |
| 2.°    | Villa Mitre (Bahía Blanca)   | 26 | 18 | 8  | 44  |
| 3.°    | Estudiantes Concordia        | 26 | 17 | 9  | 43  |
| 4.°    | Quilmes                      | 26 | 15 | 11 | 41  |
| 5.°    | Lanús                        | 26 | 14 | 12 | 40  |
| 6.°    | Atenas (Carmen de Patagones) | 26 | 14 | 12 | 40  |
| 7.°    | Ciclista Juninense           | 26 | 13 | 13 | 39  |
| 8.°    | Racing (Chivilcoy)           | 26 | 13 | 13 | 39  |
| 9.°    | Del Progreso                 | 26 | 13 | 13 | 39  |
| 10.°   | Gimnasia y Esgrima La Plata  | 26 | 12 | 14 | 38  |
| 11.°   | Tomás de Rocamora            | 25 | 11 | 14 | 36  |
| 12.°   | Estudiantes (Olavarría)      | 26 | 10 | 16 | 36  |
| 13.°   | Parque Sur                   | 26 | 7  | 19 | 33  |
| 14.°   | Rivadavia (Mendoza)          | 26 | 5  | 21 | 31  |

|  | Avanza a la post-temporada. |

| Racing (Chivilcoy)    | 91-88  | Parque Sur            | Antonio Rotili                     | 19 de febrero | 16:30 |
| Del Progreso          | 85-57  | Quilmes               | Polideportivo Ángel Cayetano Arias | 19 de febrero | 16:30 |
| Gimnasia (LP)         | 80-73  | Tomás de Rocamora     | Antonio Rotili                     | 19 de febrero | 19:00 |
| Atenas (CdP)          | 91-71  | Ciclista Juninense    | Polideportivo Ángel Cayetano Arias | 19 de febrero | 19:00 |
| Lanús                 | 73-77  | Estudiantes Concordia | Antonio Rotili                     | 19 de febrero | 21:30 |
| Deportivo Viedma      | 103-74 | Estudiantes (O)       | Polideportivo Ángel Cayetano Arias | 19 de febrero | 21:30 |
| Parque Sur            | 71-83  | Gimnasia (LP)         | Antonio Rotili                     | 20 de febrero | 16:30 |
| Ciclista Juninense    | 74-98  | Villa Mitre (BB)      | Polideportivo Ángel Cayetano Arias | 20 de febrero | 16:30 |
| Estudiantes Concordia | 60-70  | Rivadavia (M)         | Antonio Rotili                     | 20 de febrero | 19:00 |
| Quilmes               | 98-108 | Deportivo Viedma      | Polideportivo Ángel Cayetano Arias | 20 de febrero | 19:00 |
| Tomás de Rocamora     | 71-85  | Lanús                 | Antonio Rotili                     | 20 de febrero | 21:30 |
| Estudiantes (O)       | 66-61  | Atenas (CdP)          | Polideportivo Ángel Cayeano Arias  | 20 de febrero | 21:30 |
| Rivadavia (M)         | 76-83  | Tomás de Rocamora     | Antonio Rotili                     | 22 de febrero | 11:00 |
| Villa Mitre (BB)      | 75-61  | Estudiantes (O)       | Polideportivo Ángel Cayetano Arias | 22 de febrero | 16:00 |
| Del Progreso          | 82-75  | Ciclista Juninense    | Polideportivo Ángel Cayetano Arias | 22 de febrero | 18:30 |
| Racing (Chivilcoy)    | 76-86  | Estudiantes Concordia | Antonio Rotili                     | 22 de febrero | 19:00 |
| Lanús                 | 60-64  | Parque Sur            | Antonio Rotili                     | 22 de febrero | 21:30 |
| Atenas (CdP)          | 74-80  | Quilmes               | Polideportivo Ángel Cayetano Arias | 22 de febrero | 21:30 |
| Estudiantes (O)       | 56-74  | Del Progreso          | Polideportivo Ángel Cayetano Arias | 23 de febrero | 16:00 |
| Tomás de Rocamora     | 86-84  | Racing (Chivilcoy)    | Antonio Rotili                     | 23 de febrero | 16:30 |
| Quilmes               | 92-73  | Villa Mitre (BB)      | Polideportivo Ángel Cayetano Arias | 23 de febrero | 18:30 |
| Parque Sur            | 79-66  | Rivadavia (M)         | Antonio Rotili                     | 23 de febrero | 19:00 |
| Estudiantes Concordia | 81-74  | Gimnasia (LP)         | Antonio Rotili                     | 23 de febrero | 21:30 |
| Ciclista Juninense    | 70-92  | Deportivo Viedma      | Polideportivo Ángel Cayetano Arias | 23 de febrero | 21:30 |
| Rivadavia (M)         | 66-102 | Racing (Chivilcoy)    | Antonio Rotili                     | 25 de febrero | 11:00 |
| Quilmes               | 66-82  | Estudiantes (O)       | Polideportivo Ángel Cayetano Arias | 25 de febrero | 16:00 |
| Atenas (CdP)          | 58-72  | Del Progreso          | Polideportivo Ángel Cayetano Arias | 25 de febrero | 18:30 |
| Villa Mitre (BB)      | 94-79  | Deportivo Viedma      | Polideportivo Ángel Cayetano Arias | 25 de febrero | 21:30 |
| Gimnasia (LP)         | 83-68  | Lanús                 | Antonio Rotili                     | 4 de marzo    | 21:00 |

| Estudiantes (O)       | 61-95 | Deportivo Viedma      | Polideportivo Islas Malvinas | 10 de marzo | 11:00 |
| Ciclista Juninense    | 78-83 | Atenas (CdP)          | Polideportivo Islas Malvinas | 10 de marzo | 14:00 |
| Quilmes               | 66-65 | Del Progreso          | Polideportivo Islas Malvinas | 10 de marzo | 16:30 |
| Estudiantes Concordia | 70-58 | Lanús                 | El Gigante Verde             | 10 de marzo | 16:30 |
| Parque Sur            | 62-87 | Racing (Chivilcoy)    | El Gigante Verde             | 10 de marzo | 19:00 |
| Tomás de Rocamora     | 81-71 | Gimnasia (LP)         | El Gigante Verde             | 10 de marzo | 21:30 |
| Villa Mitre (BB)      | 78-76 | Ciclista Juninense    | Polideportivo Islas Malvinas | 11 de marzo | 11:00 |
| Atenas (CdP)          | 74-76 | Estudiantes (O)       | Polideportivo Islas Malvinas | 11 de marzo | 14:00 |
| Deportivo Viedma      | 78-80 | Quilmes               | Polideportivo Islas Malvinas | 11 de marzo | 16:30 |
| Rivadavia (M)         | 88-91 | Estudiantes Concordia | El Gigante Verde             | 11 de marzo | 16:30 |
| Gimnasia (LP)         | 77-78 | Parque Sur            | El Gigante Verde             | 11 de marzo | 19:00 |
| Lanús                 | 63-62 | Tomás de Rocamora     | El Gigante Verde             | 11 de marzo | 21:30 |
| Ciclista Juninense    | 69-59 | Del Progreso          | Polideportivo Islas Malvinas | 13 de marzo | 11:00 |
| Estudiantes (O)       | 61-76 | Villa Mitre (BB)      | Polideportivo Islas Malvinas | 13 de marzo | 14:00 |
| Parque Sur            | 59-76 | Lanús                 | El Gigante Verde             | 13 de marzo | 16:30 |
| Quilmes               | 95-83 | Atenas (CdP)          | Polideportivo Islas Malvinas | 13 de marzo | 16:30 |
| Estudiantes Concorida | 78-83 | Racing (Chivilcoy)    | El Gigante Verde             | 13 de marzo | 19:00 |
| Tomás de Rocamora     | 69-72 | Rivadavia (M)         | El Gigante Verde             | 13 de marzo | 21:30 |
| Del Progreso          | 57-76 | Estudiantes (O)       | Polideportivo Islas Malvinas | 14 de marzo | 11:00 |
| Deportivo Viedma      | 82-80 | Ciclista Juninense    | Polideportivo Islas Malvinas | 14 de marzo | 14:00 |
| Rivadavia (M)         | 84-92 | Parque Sur            | El Gigante Verde             | 14 de marzo | 16:30 |
| Villa Mitre (BB)      | 79-66 | Quilmes               | Polideportivo Islas Malvinas | 14 de marzo | 16:30 |
| Gimnasia (LP)         | 79-67 | Estudiantes Concordia | El Gigante Verde             | 14 de marzo | 19:00 |
| Racing (Chivilcoy)    | 74-71 | Tomás de Rocamora     | El Gigante Verde             | 14 de marzo | 21:30 |
| Rivadavia (M)         | 80-75 | Lanús                 | El Gigante Verde             | 15 de marzo | 16:30 |
| Villa Mitre (BB)      | 77-81 | Del Progreso          | Polideportivo Islas Malvinas | 16 de marzo | 11:00 |
| Quilmes               | 65-76 | Ciclista Juninense    | Polideportivo Islas Malvinas | 16 de marzo | 14:00 |

| Gimnasia (LP)         | 88-96 | Racing (Chivilcoy) | Polideportivo Víctor Nethol        | 24 de marzo | 21:30 |
| Deportivo Viedma      | 89-61 | Atenas (CdP)       | Polideportivo Ángel Cayetano Arias | 24 de marzo | 21:30 |
| Estudiantes Concordia | 84-77 | Tomás de Rocamora  | El Gigante Verde                   | 24 de marzo | 21:30 |
| Estudiantes Concordia | 77-75 | Parque Sur         | El Gigante Verde                   | 30 de marzo | 21:30 |

| Deportivo Viedma      | 79-76      | Estudiantes Concordia | Antonio Rotili | 6 de abril  | 16:30 |
| Del Progreso          | 66-55      | Parque Sur            | Antonio Rotili | 6 de abril  | 19:00 |
| Villa Mitre (BB)      | 82-68      | Tomás de Rocamora     | Antonio Rotili | 6 de abril  | 21:00 |
| Parque Sur            | 54-78      | Atenas (CdP)          | Antonio Rotili | 7 de abril  | 16:30 |
| Estudiantes Concordia | 70-76      | Villa Mitre (BB)      | Antonio Rotili | 7 de abril  | 19:00 |
| Tomás de Rocamora     | 82-77      | Del Progreso          | Antonio Rotili | 7 de abril  | 21:30 |
| Del Progreso          | 70-72      | Estudiantes Concordia | Antonio Rotili | 9 de abril  | 16:30 |
| Atenas (CdP)          | 87-79      | Tomás de Rocamora     | Antonio Rotili | 9 de abril  | 19:00 |
| Deportivo Viedma      | 96-67      | Parque Sur            | Antonio Rotili | 9 de abril  | 21:30 |
| Estudiantes Concordia | 80-67      | Atenas (CdP)          | Antonio Rotili | 10 de abril | 16:30 |
| Parque Sur            | suspendido | Villa Mitre (BB)      | Antonio Rotili | 10 de abril | 19:00 |
| Tomás de Rocamora     | suspendido | Deportivo Viedma      | Antonio Rotili | 10 de abril | 21:30 |
| Gimnasia (LP)         | suspendido | Estudiantes (O)       | Antonio Rotili | 11 de abril | 16:30 |
| Racing (Chivilcoy)    | 79-87      | Quilmes               | Antonio Rotili | 11 de abril | 19:00 |
| Lanús                 | 73-74      | Ciclista Juninense    | Antonio Rotili | 11 de abril | 21:30 |
| Estudiantes (O)       | suspendido | Rivadavia (M)         | Antonio Rotili | 12 de abril | 11:00 |
| Ciclista Juninense    | 65-77      | Gimnasia (LP)         | Antonio Rotili | 12 de abril | 14:00 |
| Villa Mitre (BB)      | suspendido | Atenas (CdP)          | Antonio Rotili | 12 de abril | —     |
| Del Progreso          | 80-84      | Deportivo Viedma      | Antonio Rotili | 12 de abril | 18:30 |
| Quilmes               | 64-70      | Lanús                 | Antonio Rotili | 12 de abril | 21:00 |
| Gimnasia (LP)         | 71-95      | Quilmes               | Antonio Rotili | 14 de abril | 16:30 |
| Rivadavia (M)         | 62-98      | Ciclista Juninense    | Antonio Rotili | 14 de abril | 19:00 |
| Lanús                 | 73-74      | Racing (Chivilcoy)    | Antonio Rotili | 14 de abril | 21:30 |
| Quilmes               | 75-89      | Rivadavia (M)         | Antonio Rotili | 15 de abril | 19:00 |
| Gimnasia (LP)         | 84-64      | Rivadavia (M)         | Antonio Rotili | 15 de abril | 16:00 |

| Atenas (CdP)       | suspendido | Deportivo Viedma   | Polideportivo Ángel Cayetano Arias | 20 de abril | 21:30 |
| Ciclista Juninense | 94-87      | Racing (Chivilcoy) | Coliseo del Boulevard              | 21 de abril | 21:30 |

| Villa Mitre (BB)      | 79-54      | Rivadavia (M)         | Carmelo Trípodi Calá               | 28 de abril | 16:30 |
| Del Progreso          | 61-66      | Gimnasia (LP)         | Polideportivo Ángel Cayetano Arias | 28 de abril | 19:00 |
| Tomás de Rocamora     | suspendido | Ciclista Juninense    | El Gigante Verde                   | 28 de abril |       |
| Estudiantes Concordia | suspendido | Estudiantes (O)       | El Gigante Verde                   | 28 de abril | 19:00 |
| Deportivo Viedma      | suspendido | Racing (Chivilcoy)    | Polideportivo Ángel Cayetano Arias | 28 de abril | 19:00 |
| Atenas (CdP)          | 73-82      | Lanús                 | Carmelo Trípodi Calá               | 28 de abril | 21:30 |
| Racing (Chivilcoy)    | suspendido | Villa Mitre (BB)      | Carmelo Típodi Calá                | 29 de abril | 14:00 |
| Rivadavia (M)         | 71-81      | Del Progreso          | Polideportivo Ángel Cayetano Arias | 29 de abril | 16:30 |
| Gimnasia (LP)         | 82-62      | Atenas (CdP)          | Carmelo Típodi Calá                | 29 de abril | 19:00 |
| Lanús                 | 88-79      | Deportivo Viedma      | Polideportivo Ángel Cayetano Arias | 29 de abril | 21:30 |
| Estudiantes Concordia | 84-62      | Tomás de Rocamora     | El Gigante Verde                   | 30 de abril | 17:30 |
| Villa Mitre (BB)      | 75-72      | Lanús                 | Carmelo Trípodi Calá               | 1 de mayo   | 16:30 |
| Deportivo Viedma      | 78-69      | Gimnasia (LP)         | Polideportivo Ángel Cayetano Arias | 1 de mayo   | 19:00 |
| Atenas (CdP)          | 75-74      | Rivadavia (M)         | Carmelo Trípodi Calá               | 1 de mayo   | 21:30 |
| Lanús                 | 78-58      | Del Progreso          | Polideportivo Ángel Cayetano Arias | 2 de mayo   | 16:30 |
| Gimnasia (LP)         | 73-65      | Villa Mitre (BB)      | Carmelo Trípodi Calá               | 2 de mayo   | 19:00 |
| Rivadavia (M)         | 65-70      | Deportivo Viedma      | Polideportivo Ángel Cayetano Arias | 2 de mayo   | 21:30 |
| Lanús                 | 69-58      | Rivadavia (M)         | Polideportivo Ángel Cayetano Arias | 4 de mayo   | 11:00 |
| Parque Sur            | 59-78      | Estudiantes Concordia | Parque Sur                         | 4 de mayo   | 17:30 |
| Del Progreso          | 70-65      | Atenas (CdP)          | Carmelo Trípodi Calá               | 4 de mayo   | 19:00 |
| Deportivo Viedma      | 90-77      | Villa Mitre (BB)      | Polideportivo Ángel Cayetano Arias | 4 de mayo   | 21:30 |
| Lanús                 | suspendido | Gimnasia (LP)         | Polideportivo Víctor Nethol        | 7 de mayo   | 19:00 |
| Parque Sur            | 98-89      | Quilmes               | El Gigante Verde                   | 8 de mayo   | 14:00 |
| Tomás de Rocamora     | 69-71      | Ciclista Juninense    | El Gigante Verde                   | 8 de mayo   | 16:30 |
| Estudiantes Concordia | 71-56      | Estudiantes (O)       | El Gigante Verde                   | 8 de mayo   | 18:00 |
| Parque Sur            | 80-77      | Ciclista Juninense    | El Gigante Verde                   | 9 de mayo   | 14:00 |
| Tomás de Rocamora     | 84-61      | Estudiantes (O)       | El Gigante Verde                   | 9 de mayo   | 16:30 |
| Estudiantes Concordia | 87-75      | Quilmes               | El Gigante Verde                   | 9 de mayo   | 18:00 |
| Quilmes               | 82-75      | Tomás de Rocamora     | El Gigante Verde                   | 11 de mayo  | 14:00 |
| Estudiantes (O)       | 69-48      | Parque Sur            | El Gigante Verde                   | 11 de mayo  | 16:30 |
| Ciclista Juninense    | 78-76      | Estudiantes Concordia | El Gigante Verde                   | 11 de mayo  | 18:00 |
| Estudiantes (O)       | 50-58      | Quilmes               | El Gigante Verde                   | 12 de mayo  | 11:00 |

| Quilmes            | 66-73 | Parque Sur            | Coliseo del Boulevard | 21 de mayo | 11:00 |
| Estudiantes (O)    | 57-62 | Estudiantes Concordia | Coliseo del Boulevard | 21 de mayo | 15:00 |
| Ciclista Juninense | 74-78 | Tomás de Rocamora     | Coliseo del Boulevard | 21 de mayo | 17:30 |

| Rivadavia (M)         | 59-93 | Villa Mitre (BB)      | Antonio Rotili        | 7 de junio  | 10:30 |
| Deportivo Viedma      | 82-66 | Racing (Chivilcoy)    | Antonio Rotili        | 7 de junio  | 13:00 |
| Gimnasia (LP)         | 69-73 | Del Progreso          | Antonio Rotili        | 7 de junio  | 15:30 |
| Lanús                 | 88-64 | Atenas (CdP)          | Antonio Rotili        | 7 de junio  | 18:00 |
| Del Progreso          | 85-73 | Rivadavia (M)         | Antonio Rotili        | 8 de junio  | 10:30 |
| Racing (Chivilcoy)    | 74-68 | Villa Mitre (BB)      | Antonio Rotili        | 8 de junio  | 13:00 |
| Atenas (CdP)          | 81-80 | Gimnasia (LP)         | Antonio Rotili        | 8 de junio  | 15:30 |
| Deportivo Viedma      | 76-78 | Lanús                 | Antonio Rotili        | 8 de junio  | 18:00 |
| Quilmes               | 64-68 | Estudiantes Concordia | Coliseo del Boulevard | 9 de junio  | 11:00 |
| Estudiantes (O)       | 43-54 | Tomás de Rocamora     | Coliseo del Boulevard | 9 de junio  | 15:00 |
| Ciclista Juninense    | 94-61 | Parque Sur            | Coliseo del Boulevard | 9 de junio  | 17:30 |
| Del Progreso          | 73-76 | Racing (Chivilcoy)    | Antonio Rotili        | 10 de junio | 10:30 |
| Parque Sur            | 70-84 | Estudiantes (O)       | Coliseo del Boulevard | 10 de junio | 11:00 |
| Gimnasia (LP)         | 81-94 | Deportivo Viedma      | Antonio Rotili        | 10 de junio | 13:00 |
| Tomás de Rocamora     | 76-80 | Quilmes               | Coliseo del Boulevard | 10 de junio | 15:00 |
| Rivadavia (M)         | 58-87 | Atenas (CdP)          | Antonio Rotili        | 10 de junio | 15:30 |
| Estudiantes Concordia | 65-76 | Ciclista Juninense    | Coliseo del Boulevard | 10 de junio | 17:30 |
| Lanús                 | 79-87 | Villa Mitre (BB)      | Antonio Rotili        | 10 de junio | 18:00 |
| Deportivo Viedma      | 87-82 | Rivadavia (M)         | Antonio Rotili        | 11 de junio | 10:30 |
| Racing (Chivilcoy)    | 62-90 | Atenas (CdP)          | Antonio Rotili        | 11 de junio | 13:00 |
| Villa Mitre (BB)      | 75-58 | Gimnasia (LP)         | Antonio Rotili        | 11 de junio | 15:30 |
| Del Progreso          | 83-65 | Lanús                 | Antonio Rotili        | 11 de junio | 18:00 |

| Parque Sur            | 73-83      | Tomás de Rocamora     | Gigante del Sur                    | 14 de junio | 19:00 |
| Atenas (CdP)          | 79-66      | Deportivo Viedma      | Carmelo Trípodi Calá               | 15 de junio | 18:00 |
| Racing (Chivilcoy)    | 61-90      | Lanús                 | Antonio Rotili                     | 15 de junio | 18:00 |
| Racing (Chivilcoy)    | 71-87      | Ciclista Juninense    | Oscar y Alfredo Barca              | 18 de junio | 19:00 |
| Racing (Chivilcoy)    | 71-67      | Rivadavia (M)         | Oscar y Alfredo Barca              | 20 de junio | 17:00 |
| Ciclista Juninense    | 69-71      | Lanús                 | Coliseo del Boulevard              | 21 de junio | 11:00 |
| Villa Mitre (BB)      | 85-64      | Tomás de Rocamora     | Antonio Rotili                     | 21 de junio | 14:00 |
| Quilmes               | 73-66      | Racing (Chivilcoy)    | Parque Carlos Guerrero             | 21 de junio | 15:00 |
| Parque Sur            | 61-87      | Del Progreso          | Antonio Rotili                     | 21 de junio | 16:30 |
| Estudiantes Concordia | 74-101     | Deportivo Viedma      | Antonio Rotili                     | 21 de junio | 19:00 |
| Gimnasia (LP)         | 69-73      | Estudiantes (O)       | Parque Carlos Guerrero             | 21 de junio | 19:00 |
| Lanús                 | 61-94      | Quilmes               | Parque Carlos Guerrero             | 22 de junio | 11:00 |
| Tomás de Rocamora     | 80-69      | Atenas (CdP)          | Antonio Rotili                     | 22 de junio | 14:00 |
| Gimnasia (LP)         | 77-74      | Ciclista Juninense    | Parque Carlos Guerrero             | 22 de junio | 15:00 |
| Estudiantes Concordia | 60-48      | Del Progreso          | Antonio Rotili                     | 22 de junio | 16:30 |
| Estudiantes (O)       | 73-62      | Rivadavia (M)         | Parque Carlos Guerrero             | 22 de junio | 19:00 |
| Parque Sur            | 56-92      | Deportivo Viedma      | Atonio Rotili                      | 22 de junio | 19:00 |
| Ciclista Juninense    | 78-72      | Rivadavia (M)         | Antonio Rotili                     | 24 de junio | 11:00 |
| Tomás de Rocamora     | 91-78      | Deportivo Viedma      | Antonio Rotili                     | 24 de junio | 14:00 |
| Quilmes               | 66-62      | Gimnasia (LP)         | Parque Carlos Guerrero             | 24 de junio | 15:00 |
| Atenas (CdP)          | 72-71      | Estudiantes Concordia | Antonio Rotili                     | 24 de junio | 16:30 |
| Parque Sur            | 69-97      | Villa Mitre (BB)      | Antonio Rotili                     | 24 de junio | 19:00 |
| Racing (Chivilcoy)    | 61-90      | Estudiantes (O)       | Parque Carlos Guerrero             | 24 de junio | 19:00 |
| Del Progreso          | 71-69      | Tomás de Rocamora     | Antonio Rotili                     | 25 de junio | 14:00 |
| Racing (Chivilcoy)    | postpuesto | Ciclista Juninense    | Parque Carlos Guerrero             | 25 de junio | 15:00 |
| Rivadavia (M)         | 81-87      | Quilmes               | Parque Carlos Guerrero             | 25 de junio | 15:00 |
| Atenas (CdP)          | 85-59      | Parque Sur            | Antonio Rotili                     | 25 de junio | 16:30 |
| Villa Mitre (BB)      | 57-82      | Estudiantes (C)       | Antonio Rotili                     | 25 de junio | 19:00 |
| Estudiantes (O)       | 76-73      | Lanús                 | Parque Carlos Guerrero             | 25 de junio | 19:00 |
| Deportivo Viedma      | postpuesto | Tomás de Rocamora     | Antonio Rotili                     | 26 de junio | 11:00 |
| Quilmes               | 80-77      | Ciclista Juninense    | Parque Carlos Guerrero             | 27 de junio | 11:00 |
| Del Progreso          | 69-78      | Villa Mitre (BB)      | Antonio Rotili                     | 27 de junio | 11:00 |
| Rivadavia (M)         | 75-100     | Gimnasia (LP)         | Parque Carlos Guerrero             | 27 de junio | 15:00 |
| Rivadavia (M)         | 79-70      | Estudiantes (O)       | Parque Carlos Guerrero             | 28 de junio | 11:00 |
| Villa Mitre (BB)      | 84-73      | Parque Sur            | Teatro del Sur                     | 28 de junio | 17:00 |
| Racing (Chivilcoy)    | 68-76      | Deportivo Viedma      | Polideportivo Ángel Cayetano Arias | 28 de junio | 21:30 |
| Atenas (CdP)          | 82-72      | Racing (Chivilcoy)    | Carmelo Trípodi Calá               | 29 de junio | 18:00 |
| Deportivo Viedma      | 68-63      | Del Progreso          | Polideportivo Ángel Cayetano Arias | 29 de junio | 20:00 |
| Lanús                 | 84-80      | Gimnasia (LP)         | Polideportivo Víctor Nethol        | 29 de junio | 21:30 |
| Estudiantes (O)       | 74-85      | Ciclista Juninense    | Parque Carlos Guerrero             | 30 de junio | 20:30 |
| Racing (Chivilcoy)    | 86-84      | Del Progreso          | Del Progreso                       | 1 de julio  | 20:00 |
| Villa Mitre (BB)      | 66-64      | Racing (Chivilcoy)    | Osvaldo Casanova                   | 2 de julio  | 21:00 |
| Estudiantes (O)       | 73-79      | Gimnasia (LP)         | Polideportivo Víctor Nethol        | 2 de julio  | 21:30 |
| Lanús                 | 79-65      | Estudiantes (O)       | Antonio Rotili                     | 3 de julio  | 19:00 |
| Atenas (CdP)          | 83-82      | Villa Mitre (BB)      | Carmelo Trípodi Calá               | 4 de julio  | 21:30 |
| Villa Mitre (BB)      | 69-76      | Atenas (CdP)          | Osvaldo Casanova                   | 5 de julio  | 16:00 |
| Racing (Chivilcoy)    | 88-75      | Gimnasia (LP)         | Oscar y Alfredo Barca              | 5 de julio  | 17:00 |
| Estudiantes (O)       | 74-87      | Racing (Chivilcoy)    | Oscar y Alfredo Barca              | 6 de julio  | 17:00 |
| Deportivo Viedma      | [ n 7 ]    | Tomás de Rocamora     | Polideportivo Ángel Cayetano Arias | 7 de julio  | 20:00 |

## Post-temporada; play-offs

### Cuadro
|  | Cuartos de final de conferencia | Cuartos de final de conferencia | Cuartos de final de conferencia |                       |    | Semifinales de conferencia | Semifinales de conferencia | Semifinales de conferencia |  |    | Finales de conferencia | Finales de conferencia | Finales de conferencia |  |    | Final del torneo | Final del torneo | Final del torneo |  |
|  |                                 |                                 |                                 |                       |    |                            |                            |                            |  |    |                        |                        |                        |  |    |                  |                  |                  |  |
|  |                                 |                                 |                                 |                       |    |                            |                            |                            |  |    |                        |                        |                        |  |    |                  |                  |                  |  |
|  | 1N                              | Unión (SF)                      | 2                               |                       |    |                            |                            |                            |  |    |                        |                        |                        |  |    |                  |                  |                  |  |
|  | 1N                              | Unión (SF)                      | 2                               |                       |    |                            |                            |                            |  |    |                        |                        |                        |  |    |                  |                  |                  |  |
|  | 8N                              | Estudiantes (T)                 | 1                               |                       |    |                            |                            |                            |  |    |                        |                        |                        |  |    |                  |                  |                  |  |
|  | 8N                              | Estudiantes (T)                 | 1                               |                       | 1N | Unión (SF)                 | 2                          |                            |  |    |                        |                        |                        |  |    |                  |                  |                  |  |
|  |                                 |                                 |                                 |                       | 1N | Unión (SF)                 | 2                          |                            |  |    |                        |                        |                        |  |    |                  |                  |                  |  |
|  |                                 |                                 | 4N                              | Ameghino (VM)         | 0  |                            |                            |                            |  |    |                        |                        |                        |  |    |                  |                  |                  |  |
|  | 4N                              | Ameghino (VM)                   | 4N                              | Ameghino (VM)         | 0  | 2                          |                            |                            |  |    |                        |                        |                        |  |    |                  |                  |                  |  |
|  | 4N                              | Ameghino (VM)                   |                                 |                       |    |                            |                            |                            |  |    |                        |                        |                        |  |    |                  |                  |                  |  |
|  | 5N                              | Barrio Parque                   | 0                               |                       |    |                            |                            |                            |  |    |                        |                        |                        |  |    |                  |                  |                  |  |
|  | 5N                              | Barrio Parque                   | 0                               |                       |    |                            |                            |                            |  | 1N | Unión (SF)             | 2                      |                        |  |    |                  |                  |                  |  |
|  |                                 |                                 |                                 |                       |    |                            |                            |                            |  | 1N | Unión (SF)             | 2                      |                        |  |    |                  |                  |                  |  |
|  |                                 |                                 | 2N                              | Villa San Martín (R)  | 1  |                            |                            |                            |  |    |                        |                        |                        |  |    |                  |                  |                  |  |
|  | 2N                              | Villa San Martín (R)            | 2N                              | Villa San Martín (R)  | 1  | 2                          |                            |                            |  |    |                        |                        |                        |  |    |                  |                  |                  |  |
|  | 2N                              | Villa San Martín (R)            |                                 |                       |    |                            |                            |                            |  |    |                        |                        |                        |  |    |                  |                  |                  |  |
|  | 7N                              | Deportivo Norte (A)             | 0                               |                       |    |                            |                            |                            |  |    |                        |                        |                        |  |    |                  |                  |                  |  |
|  | 7N                              | Deportivo Norte (A)             | 0                               |                       | 2N | Villa San Martín (R)       | 2                          |                            |  |    |                        |                        |                        |  |    |                  |                  |                  |  |
|  |                                 |                                 |                                 |                       | 2N | Villa San Martín (R)       | 2                          |                            |  |    |                        |                        |                        |  |    |                  |                  |                  |  |
|  |                                 |                                 | 6N                              | Salta Basket          | 1  |                            |                            |                            |  |    |                        |                        |                        |  |    |                  |                  |                  |  |
|  | 3N                              | Echagüe                         | 6N                              | Salta Basket          | 1  | 1                          |                            |                            |  |    |                        |                        |                        |  |    |                  |                  |                  |  |
|  | 3N                              | Echagüe                         |                                 |                       |    |                            |                            |                            |  |    |                        |                        |                        |  |    |                  |                  |                  |  |
|  | 6N                              | Salta Basket                    | 2                               |                       |    |                            |                            |                            |  |    |                        |                        |                        |  |    |                  |                  |                  |  |
|  | 6N                              | Salta Basket                    | 2                               |                       |    |                            |                            |                            |  |    |                        |                        |                        |  | 1N | Unión (SF)       | 3                |                  |  |
|  |                                 |                                 |                                 |                       |    |                            |                            |                            |  |    |                        |                        |                        |  | 1N | Unión (SF)       | 3                |                  |  |
|  |                                 |                                 | 2S                              | Villa Mitre (BB)      | 1  |                            |                            |                            |  |    |                        |                        |                        |  |    |                  |                  |                  |  |
|  | 1S                              | Deportivo Viedma                | 2S                              | Villa Mitre (BB)      | 1  | 2                          |                            |                            |  |    |                        |                        |                        |  |    |                  |                  |                  |  |
|  | 1S                              | Deportivo Viedma                |                                 |                       |    |                            |                            |                            |  |    |                        |                        |                        |  |    |                  |                  |                  |  |
|  | 8S                              | Racing (C)                      | 0                               |                       |    |                            |                            |                            |  |    |                        |                        |                        |  |    |                  |                  |                  |  |
|  | 8S                              | Racing (C)                      | 0                               |                       | 1S | Deportivo Viedma           | 1                          |                            |  |    |                        |                        |                        |  |    |                  |                  |                  |  |
|  |                                 |                                 |                                 |                       | 1S | Deportivo Viedma           | 1                          |                            |  |    |                        |                        |                        |  |    |                  |                  |                  |  |
|  |                                 |                                 | 4S                              | Quilmes               | 2  |                            |                            |                            |  |    |                        |                        |                        |  |    |                  |                  |                  |  |
|  | 4S                              | Quilmes                         | 4S                              | Quilmes               | 2  | 2                          |                            |                            |  |    |                        |                        |                        |  |    |                  |                  |                  |  |
|  | 4S                              | Quilmes                         |                                 |                       |    |                            |                            |                            |  |    |                        |                        |                        |  |    |                  |                  |                  |  |
|  | 5S                              | Lanús                           | 1                               |                       |    |                            |                            |                            |  |    |                        |                        |                        |  |    |                  |                  |                  |  |
|  | 5S                              | Lanús                           | 1                               |                       |    |                            |                            |                            |  | 2S | Villa Mitre (BB)       | 2                      |                        |  |    |                  |                  |                  |  |
|  |                                 |                                 |                                 |                       |    |                            |                            |                            |  | 2S | Villa Mitre (BB)       | 2                      |                        |  |    |                  |                  |                  |  |
|  |                                 |                                 | 4S                              | Quilmes               | 1  |                            |                            |                            |  |    |                        |                        |                        |  |    |                  |                  |                  |  |
|  | 2S                              | Villa Mitre (BB)                | 4S                              | Quilmes               | 1  | 2                          |                            |                            |  |    |                        |                        |                        |  |    |                  |                  |                  |  |
|  | 2S                              | Villa Mitre (BB)                |                                 |                       |    |                            |                            |                            |  |    |                        |                        |                        |  |    |                  |                  |                  |  |
|  | 7S                              | Ciclista Juninense              | 1                               |                       |    |                            |                            |                            |  |    |                        |                        |                        |  |    |                  |                  |                  |  |
|  | 7S                              | Ciclista Juninense              | 1                               |                       | 2S | Villa Mitre (BB)           | 2                          |                            |  |    |                        |                        |                        |  |    |                  |                  |                  |  |
|  |                                 |                                 |                                 |                       | 2S | Villa Mitre (BB)           | 2                          |                            |  |    |                        |                        |                        |  |    |                  |                  |                  |  |
|  |                                 |                                 | 3S                              | Estudiantes Concordia | 0  |                            |                            |                            |  |    |                        |                        |                        |  |    |                  |                  |                  |  |
|  | 3S                              | Estudiantes Concordia           | 3S                              | Estudiantes Concordia | 0  | 2                          |                            |                            |  |    |                        |                        |                        |  |    |                  |                  |                  |  |
|  | 3S                              | Estudiantes Concordia           |                                 |                       |    |                            |                            |                            |  |    |                        |                        |                        |  |    |                  |                  |                  |  |
|  | 6S                              | Atenas (CdP)                    | 0                               |                       |    |                            |                            |                            |  |    |                        |                        |                        |  |    |                  |                  |                  |  |
|  | 6S                              | Atenas (CdP)                    | 0                               |                       |    |                            |                            |                            |  |    |                        |                        |                        |  |    |                  |                  |                  |  |
|  |                                 |                                 |                                 |                       |    |                            |                            |                            |  |    |                        |                        |                        |  |    |                  |                  |                  |  |

Nota: Los resultados a la derecha de cada equipo representan los partidos ganados en la serie.

### Octavos de final; cuartos de final de conferencia

#### Conferencia norte
Unión (Santa Fe) - Estudiantes (Tucumán)
| 10 de julio, 16:30 | Unión (SF)                                                                 | 82–88                | Estudiantes (T)                                                       | Córdoba                                                                                       |  |  |
|                    | Parciales: 26-18, 21-19, 19-22, 16-29                                      |                      |                                                                       |                                                                                               |  |  |
|                    | Estadísticas Cristian Scaramuzzino 13 Maximiliano Martin 7 Leonardo Lema 4 | Reporte Pts Reb Asts | Estadísticas 18 Patricio Aranda 6 Ignacio Echevarria 2 Cristian Soria | Pabellón: Estadio Ángel Sandrín Árbitros: * Leonardo Barotto * Micaela Prado * Andrés Cassina |  |  |
| Serie: 0-1         |                                                                            |                      |                                                                       |                                                                                               |  |  |
|                    |                                                                            |                      |                                                                       |                                                                                               |  |  |

| 11 de julio, 17:00 | Estudiantes (T)                                                      | 70–85                | Unión (SF)                                                      | Córdoba                                                                                          |  |  |
|                    | Parciales: 19-15, 22-26, 10-25, 19-19                                |                      |                                                                 |                                                                                                  |  |  |
|                    | Estadísticas Patricio Aranda 14 Patricio Aranda 7 Emiliano Lezcano 4 | Reporte Pts Reb Asts | Estadísticas 17 Cedric Blossom 10 Cedric Blossom 7 Andrés Jaime | Pabellón: Estadio Ángel Sandrín Árbitros: * Alberto Ponzo * Sebastián Vasallo * Georgina Larossa |  |  |
| Serie: 1-1         |                                                                      |                      |                                                                 |                                                                                                  |  |  |
|                    |                                                                      |                      |                                                                 |                                                                                                  |  |  |

| 13 de julio, 19:00 | Unión (SF)                                                    | 89–72                | Estudiantes (T)                                                   | Córdoba                                                                                   |  |  |
|                    | Parciales: 21-13, 29-15, 24-11, 15-33                         |                      |                                                                   |                                                                                           |  |  |
|                    | Estadísticas Gastón Bertona 20 Leonardo Lema 8 Andrés Jaime 5 | Reporte Pts Reb Asts | Estadísticas 17 Emiliano Lezcano 8 Diego Peralta 4 Cristian Soria | Pabellón: Estadio Ángel Sandrín Árbitros: * Silvio Guzmán * Danilo Molina * Micaela Prado |  |  |
| Serie: 2-1         |                                                               |                      |                                                                   |                                                                                           |  |  |
|                    |                                                               |                      |                                                                   |                                                                                           |  |  |

Villa San Martín (Resistencia) - Deportivo Norte (Armstrong)
| 11 de julio, 14:30 | Deportivo Norte (A)                                                      | 69–72                | Villa San Martín (R)                                                            | Córdoba                                                                                       |  |  |
|                    | Parciales: 16-23, 23-6, 14-20, 16-23                                     |                      |                                                                                 |                                                                                               |  |  |
|                    | Estadísticas Ramiro Trebuc 18 Celestino Cupulutti 9 Federico Cupulutti 6 | Reporte Pts Reb Asts | Estadísticas 20 Sebastián Picton 10 Guilherme Frantz Teichmann 8 Martín Cabrera | Pabellón: Estadio Ángel Sandrín Árbitros: * Micaela Prado * Leonardo Barotto * Andrés Cassina |  |  |
| Serie: 0-2         |                                                                          |                      |                                                                                 |                                                                                               |  |  |
|                    |                                                                          |                      |                                                                                 |                                                                                               |  |  |

Echagüe - Salta Basket
| 10 de julio, 11:00 | Echagüe                                                                  | 75–86                | Salta Basket                                                                 | Córdoba                                                                                     |  |  |
|                    | Parciales: 18-20, 15-21, 22-28, 20-17                                    |                      |                                                                              |                                                                                             |  |  |
|                    | Estadísticas Cristian Godoy Vega 17 Martin Chervo 11 Eugenio Zustovich 5 | Reporte Pts Reb Asts | Estadísticas 18 Federico Pedano 8 Facundo Arias Binda 8 Nicolás Zurschmitten | Pabellón: Estadio Ángel Sandrín Árbitros: * Orlando Leyton * Fabio Alaniz * Alejandro Costa |  |  |
| Serie: 0-1         |                                                                          |                      |                                                                              |                                                                                             |  |  |
|                    |                                                                          |                      |                                                                              |                                                                                             |  |  |

| 11 de julio, 11:00 | Salta Basket                                                                           | 66–68                | Echagüe                                                              | Córdoba                                                                             |  |  |
|                    | Parciales: 16-12, 19-19, 11-20, 20-17                                                  |                      |                                                                      |                                                                                     |  |  |
|                    | Estadísticas Bernardo Barrera Farachio 14 Nicolás Zurschmitten 8 Facundo Arias Binda 4 | Reporte Pts Reb Asts | Estadísticas 15 Facundo Carulla 10 Martin Chervo 4 Eugenio Zustovich | Pabellón: Estadio Ángel Sandrín Árbitros: * Jorge Chávez * Ariel D'Anna * Iván Huck |  |  |
| Serie: 1-1         |                                                                                        |                      |                                                                      |                                                                                     |  |  |
|                    |                                                                                        |                      |                                                                      |                                                                                     |  |  |

| 13 de julio, 16:00 | Echagüe                                                              | 69–95                | Salta Basket                                                              | Córdoba                                                                                       |  |  |
|                    | Parciales: 14-27, 21-26, 15-19, 19-23                                |                      |                                                                           |                                                                                               |  |  |
|                    | Estadísticas Martin Chervo 13 Martin Chervo 8 Leopoldo Ruiz Moreno 6 | Reporte Pts Reb Asts | Estadísticas 23 Nicolás Zurschmitten 8 Nicolás Franco 6 Nahuel Buchaillot | Pabellón: Estadio Ángel Sandrín Árbitros: * Gustavo Chávez * Gustavo D'Anna * Alejandro Costa |  |  |
| Serie: 1-2         |                                                                      |                      |                                                                           |                                                                                               |  |  |
|                    |                                                                      |                      |                                                                           |                                                                                               |  |  |

Ameghino (Villa María) - Barrio Parque
| 10 de julio, 19:00 | Ameghino (VM)                                                       | 99–97                | Barrio Parque                                                    | Córdoba                                                                                  |  |  |
|                    | Parciales: 17-21, 22-25, 32-20, 16-21 (T.E.: 12-10)                 |                      |                                                                  |                                                                                          |  |  |
|                    | Estadísticas Jonatan Torresi 20 Yoanki Mencia 7 Joaquín Valinotti 6 | Reporte Pts Reb Asts | Estadísticas 32 Luciano Guerra 7 Emiliano Rossi 7 Luciano Guerra | Pabellón: Estadio Ángel Sandrín Árbitros: * Jorge Chávez * Sebastián Vasallo * Iván Huck |  |  |
| Serie: 1-0         |                                                                     |                      |                                                                  |                                                                                          |  |  |
|                    |                                                                     |                      |                                                                  |                                                                                          |  |  |

| 11 de julio, 19:00 | Barrio Parque                                                  | 77–95                | Ameghino (VM)                                                  | Córdoba                                                                                     |  |  |
|                    | Parciales: 15-23, 16-21, 20-34, 26-17                          |                      |                                                                |                                                                                             |  |  |
|                    | Estadísticas Agustín Jure 18 Bernardo Ossela 17 Agustín Jure 5 | Reporte Pts Reb Asts | Estadísticas 21 Yoanki Mencia 10 Yoanki Mencia 8 Lautaro Fraga | Pabellón: Estadio Ángel Sandrín Árbitros: * Orlando Leyton * Fabio Alaniz * Alejandro Costa |  |  |
| Serie: 0-2         |                                                                |                      |                                                                |                                                                                             |  |  |
|                    |                                                                |                      |                                                                |                                                                                             |  |  |

#### Conferencia sur
Deportivo Viedma - Racing (Chivilcoy)
| 11 de julio, 19:30 | Deportivo Viedma                                                    | 82–61                | Racing (Chivilcoy)                                                     | Viedma |  |  |
|                    | Parciales: 20-9, 26-18, 18-12, 18-22                                |                      |                                                                        | |  |  |
|                    | Estadísticas Matías Eidintas 15 Lucas González 13 Matías Eidintas 4 | Reporte Pts Reb Asts | Estadísticas 12 Agustín Cavallín 8 Hector Martirena 3 Agustín Cavallín | Pabellón: Polideportivo Ángel Cayetano Arias Árbitros: * Raúl Lorenzo * José Domínguez * Franco Buscaglia |  |  |
| Serie: 1-0         |                                                                     |                      |                                                                        | |  |  |
|                    |                                                                     |                      |                                                                        | |  |  |

| 12 de julio, 19:30 | Racing (Chivilcoy)                                                  | 71–82                | Deportivo Viedma                              | Viedma |  |  |
|                    | Parciales: 14-15, 22-20, 19-21, 16-26                               |                      |                                               | |  |  |
|                    | Estadísticas Julian Morales 20 Julian Morales 6 Nicolas Henriques 3 | Reporte Pts Reb Asts | Estadísticas 15 Lucas Gonzalez 6 Pedro Franco | Pabellón: Polideportivo Ángel Cayetano Arias Árbitros: * Alejandro Trías * Cristian Salguero * Franco Ronconi |  |  |
| Serie: 0-2         |                                                                     |                      |                                               | |  |  |
|                    |                                                                     |                      |                                               | |  |  |

Villa Mitre (Bahía Blanca) - Ciclista Juninense
| 11 de julio, 17:00 | Villa Mitre (BB)                                                | 58–72                | Ciclista Juninense                                                 | Viedma |  |  |
|                    | Parciales: 15-19, 14-18, 18-15, 11-20                           |                      |                                                                    | |  |  |
|                    | Estadísticas Ramiro Heinrich 14 Franco Amigo 8 José Gutiérrez 6 | Reporte Pts Reb Asts | Estadísticas 16 Rafael Paulichi 9 Leandro Cerminato 6 Alejo Britos | Pabellón: Polideportivo Ángel Cayetano Arias Árbitros: * Alejandro Trías * Cristian Salguero * Franco Ronconi |  |  |
| Serie: 0-1         |                                                                 |                      |                                                                    | |  |  |
|                    |                                                                 |                      |                                                                    | |  |  |

| 12 de julio, 17:00 | Ciclista Juninense                                                  | 70–73                | Villa Mitre (BB)                                                            | Viedma |  |  |
|                    | Parciales: 23-13, 10-20, 24-22, 13-18                               |                      |                                                                             | |  |  |
|                    | Estadísticas Alejo Britos 19 Leandro Cerminato 8 Mateo Battistino 4 | Reporte Pts Reb Asts | Estadísticas 18 Federico Harina Martini 11 Ramiro Heinrich 4 José Gutiérrez | Pabellón: Polideportivo Ángel Cayetano Arias Árbitros: * Julio Dinamarca * Maximiliano Cáceres * Florencia Benzer |  |  |
| Serie: 1-1         |                                                                     |                      |                                                                             | |  |  |
|                    |                                                                     |                      |                                                                             | |  |  |

| 14 de julio, 19:00 | Villa Mitre (BB)                                                       | 84–81                | Ciclista Juninense                                               | Viedma |  |  |
|                    | Parciales: 17-22, 22-17, 33-24, 12-18                                  |                      |                                                                  | |  |  |
|                    | Estadísticas Federico Harina Martini 20 Franco Amigo 11 Franco Amigo 8 | Reporte Pts Reb Asts | Estadísticas 22 Rafael Paulichi 7 Rafael Paulichi 8 Alejo Britos | Pabellón: Polideportivo Ángel Cayetano Arias Árbitros: * Sebastián Moncloba * Alejandro Trias * José Domínguez |  |  |
| Serie: 2-1         |                                                                        |                      |                                                                  | |  |  |
|                    |                                                                        |                      |                                                                  | |  |  |

Estudiantes Concordia - Atenas (Carmen de Patagones)
| 11 de julio, 14:30 | Estudiantes Concordia                                          | 77–70                | Atenas (CdP)                                                     | Viedma                                                                                                   |  |  |
|                    | Parciales: 15-13, 17-18, 23-28, 22-11                          |                      |                                                                  | |  |  |
|                    | Estadísticas Rodrigo Haag 20 Álvaro Chervo 6 Federico Grenni 7 | Reporte Pts Reb Asts | Estadísticas 18 Martin Percaz 7 Martin Percaz 6 Hernán Etchepare | Pabellón: Polideportivo Ángel Cayetano Arias Árbitros: * Raúl Sánchez * Emanuel Sánchez * Franco Anselmo |  |  |
| Serie: 1-0         |                                                                |                      |                                                                  | |  |  |
|                    |                                                                |                      |                                                                  | |  |  |

| 12 de julio, 14:30 | Atenas (CdP)                                                              | 68–80                | Estudiantes Concordia                                       | Viedma |  |  |
|                    | Parciales: 5-22, 20-15, 23-26, 20-17                                      |                      |                                                             | |  |  |
|                    | Estadísticas Joaquin Giarraffa 17 Joaquin Giarraffa 12 Hernán Etchepare 5 | Reporte Pts Reb Asts | Estadísticas 22 Rodrigo Haag 9 César Jara 9 Federico Grenni | Pabellón: Polideportivo Ángel Cayetano Arias Árbitros: * Raúl Lorenzo * José Domínguez * Franco Buscaglia |  |  |
| Serie: 0-2         |                                                                           |                      |                                                             | |  |  |
|                    |                                                                           |                      |                                                             | |  |  |

Quilmes - Lanús
| 11 de julio, 11:00 | Quilmes                                                        | 72–67                | Lanús                                                               | Viedma |  |  |
|                    | Parciales: 27-10, 14-21, 14-21, 17-15                          |                      |                                                                     | |  |  |
|                    | Estadísticas Tirrel Brown II 20 Luciano Ortiz 9 Facundo Gago 6 | Reporte Pts Reb Asts | Estadísticas 15 Andrés Mariani 10 Martin Franchino 4 Andrés Mariani | Pabellón: Polideportivo Ángel Cayetano Arias Árbitros: * Julio Dinamarca * Maximiliano Cáceres * Florencia Benzer |  |  |
| Serie: 1-0         |                                                                |                      |                                                                     | |  |  |
|                    |                                                                |                      |                                                                     | |  |  |

| 12 de julio, 11:00 | Lanús                                                               | 80–79                | Quilmes                                                             | Viedma                                                                                                   |  |  |
|                    | Parciales: 15-21, 18-14, 24-26, 23-18                               |                      |                                                                     | |  |  |
|                    | Estadísticas Justin Everett 29 Justin Everett 15 Lucas Pérez Naim 6 | Reporte Pts Reb Asts | Estadísticas 22 Tirrel Brown II 15 Tirrel Brown II 7 Raúl Pelorosso | Pabellón: Polideportivo Ángel Cayetano Arias Árbitros: * Raúl Sánchez * Emanuel Sánchez * Franco Anselmo |  |  |
| Serie: 1-1         |                                                                     |                      |                                                                     | |  |  |
|                    |                                                                     |                      |                                                                     | |  |  |

| 14 de julio, 16:00 | Quilmes                                                           | 83–74                | Lanús                                                                | Viedma                                                                                                |  |  |
|                    | Parciales: 20-18, 23-16, 21-25, 19-15                             |                      |                                                                      | |  |  |
|                    | Estadísticas Tirrel Brown II 28 Tirrel Brown II 12 Facundo Gago 9 | Reporte Pts Reb Asts | Estadísticas 17 Leon Gilmore III 8 Justin Everett 9 Lucas Pérez Naim | Pabellón: Polideportivo Ángel Cayetano Arias Árbitros: * Rodrigo Castillo * Pedro Hoyo * Maxi Cáceres |  |  |
| Serie: 2-1         |                                                                   |                      |                                                                      | |  |  |
|                    |                                                                   |                      |                                                                      | |  |  |

### Cuartos de final; semifinales de conferencia

#### Conferencia norte
Unión (Santa Fe) - Ameghino (Villa María)
| 15 de julio, 19:00 | Unión (SF)                                                        | 85–83                | Ameghino (VM)                                                  | Córdoba                                                                                      |  |  |
|                    | Parciales: 24-25, 13-18, 28-31, 20-9                              |                      |                                                                |                                                                                              |  |  |
|                    | Estadísticas Cedric Blossom 19 Maximiliano Martin 9 Jordi Godoy 4 | Reporte Pts Reb Asts | Estadísticas 21 Lautaro Fraga 14 Yoanki Mencia 5 Lautaro Fraga | Pabellón: Estadio Ángel Sandrín Árbitros: * Maxi Piedrabuena * Alberto Ponzo * Micaela Prado |  |  |
| Serie: 1-0         |                                                                   |                      |                                                                |                                                                                              |  |  |
|                    |                                                                   |                      |                                                                |                                                                                              |  |  |

| 16 de julio, 19:00 | Ameghino (VM)                                               | 72–75                | Unión (SF)                                                            | Córdoba                                                                                       |  |  |
|                    | Parciales: 13-19, 22-19, 15-16, 22-21                       |                      |                                                                       |                                                                                               |  |  |
|                    | Estadísticas Yoanki Mencia 23 Yoanki Mencia 9 Juan Abeiro 2 | Reporte Pts Reb Asts | Estadísticas 12 LLeonardo Lema 10 Cedric Blossom 4 Maximiliano Martin | Pabellón: Estadio Ángel Sandrín Árbitros: * Jorge Chávez * Gustavo D'Anna * Sebastián Vasallo |  |  |
| Serie: 0-2         |                                                             |                      |                                                                       |                                                                                               |  |  |
|                    |                                                             |                      |                                                                       |                                                                                               |  |  |

Villa San Martín (Resistencia) - Salta Basket
| 15 de julio, 16:00 | Villa San Martín (R)                                                                            | 78–71                | Salta Basket                                                                     | Córdoba                                                                                    |  |  |
|                    | Parciales: 32-17, 14-14, 18-28, 14-12                                                           |                      |                                                                                  |                                                                                            |  |  |
|                    | Estadísticas Favio Vieta Stechina 20 Guilherme Frantz Teichmann 15 Guilherme Frantz Teichmann 7 | Reporte Pts Reb Asts | Estadísticas 25 Nicolás Zurschmitten 8 Andre Coimbra Reis 5 Nicolás Zurschmitten | Pabellón: Estadio Ángel Sandrín Árbitros: * Pablo Leyton * Gustavo D'Anna * Nicolás D'Anna |  |  |
| Serie: 1-0         |                                                                                                 |                      |                                                                                  |                                                                                            |  |  |
|                    |                                                                                                 |                      |                                                                                  |                                                                                            |  |  |

| 16 de julio, 16:00 | Salta Basket                                                                | 82–72                | Villa San Martín (R)                                                 | Córdoba                                                                                   |  |  |
|                    | Parciales: 21-25, 24-19, 22-20, 15-8                                        |                      |                                                                      |                                                                                           |  |  |
|                    | Estadísticas Facundo Arias Binda 25 Cristian Cardo 6 Nicolás Zurschmitten 3 | Reporte Pts Reb Asts | Estadísticas 15 Sebastian Picton 9 Sebastian Picton 7 Martin Cabrera | Pabellón: Estadio Ángel Sandrín Árbitros: * Silvio Guzmán * Danilo Molina * Micaela Prado |  |  |
| Serie: 1-1         |                                                                             |                      |                                                                      |                                                                                           |  |  |
|                    |                                                                             |                      |                                                                      |                                                                                           |  |  |

| 18 de julio, 18:00 | Villa San Martín (R)                                                                   | 88–69                | Salta Basket                                                                   | Córdoba                                       |  |  |
|                    | Parciales: 24-9, 26-19, 21-19, 17-22                                                   |                      |                                                                                |                                               |  |  |
|                    | Estadísticas Davon Waters Anton 16 Davon Waters Anton 11 Guilherme Frantz Teichmann 10 | Reporte Pts Reb Asts | Estadísticas 18 Nicolás Zurschmitten 7 Facundo Arias Binda 5 Nahuel Buchaillot | Pabellón: Estadio Ángel Sandrín Árbitros: * * |  |  |
| Serie: 2-1         |                                                                                        |                      |                                                                                |                                               |  |  |
|                    |                                                                                        |                      |                                                                                |                                               |  |  |

#### Conferencia sur
Deportivo Viedma - Quilmes
| 16 de julio, 19:00 | Deportivo Viedma                                                               | 68–80                | Quilmes                                                           | Viedma |  |  |
|                    | Parciales: 15-28, 15-21, 20-23, 18-8                                           |                      |                                                                   | |  |  |
|                    | Estadísticas Lorenzo Capponi Febo 19 Maximiliano Tabieres 11 Matias Eidintas 5 | Reporte Pts Reb Asts | Estadísticas 23 Raúl Pelorosso 10 Tirrel Brown III 8 Facundo Gago | Pabellón: Polideportivo Ángel Cayetano Arias Árbitros: * Rodrigo Castillo * Sebastián Moncloba * Emanuel Sánchez |  |  |
| Serie: 0-1         |                                                                                |                      |                                                                   | |  |  |
|                    |                                                                                |                      |                                                                   | |  |  |

| 17 de julio, 19:00 | Quilmes                                                           | 76–95                | Deportivo Viedma                                                | Viedma                                                                                               |  |  |
|                    | Parciales: 18-25, 19-20, 18-23, 21-27                             |                      |                                                                 | |  |  |
|                    | Estadísticas Raúl Pelorosso 18 Alejandro Reinick 5 Facundo Gago 8 | Reporte Pts Reb Asts | Estadísticas 16 Matias Eidintas 9 Jamaal Levy 8 Fermín Thygesen | Pabellón: Polideportivo Ángel Cayetano Arias Árbitros: * Julio Dinamarca * Pedro Hoyo * Maxi Cáceres |  |  |
| Serie: 1-1         |                                                                   |                      |                                                                 | |  |  |
|                    |                                                                   |                      |                                                                 | |  |  |

| 19 de julio, 19:00 | Deportivo Viedma                                                                 | 85–90                | Quilmes                                                        | Viedma |  |  |
|                    | Parciales: 20-11, 16-16, 17-24, 19-21 (T.E.: 13-18)                              |                      |                                                                | |  |  |
|                    | Estadísticas Ayan Núñez de Carvalho 26 Maximiliano Tabieres 12 Fermin Thygesen 6 | Reporte Pts Reb Asts | Estadísticas 26 Facundo Gago 10 Jefrey Merchant 7 Facundo Gago | Pabellón: Polideportivo Ángel Cayetano Arias Árbitros: * Rodrigo Castillo * Sebastián Moncloba * Raúl Sánchez |  |  |
| Serie: 1-2         |                                                                                  |                      |                                                                | |  |  |
|                    |                                                                                  |                      |                                                                | |  |  |

Villa Mitre (Bahía Blanca) - Estudiantes Concordia
| 16 de julio, 16:00 | Villa Mitre (BB)                                               | 71–64                | Estudiantes Concordia                                     | Viedma                                                                                                   |  |  |
|                    | Parciales: 18-17, 15-20, 19-15, 19-12                          |                      |                                                           | |  |  |
|                    | Estadísticas Franco Amigo 17 Franco Amigo 16 José Gutiérrez 10 | Reporte Pts Reb Asts | Estadísticas 15 César Jara 6 César Jara 5 Federico Grenni | Pabellón: Polideportivo Ángel Cayetano Arias Árbitros: * Julio Dinamarca * Raúl Sánchez * José Domínguez |  |  |
| Serie: 1-0         |                                                                |                      |                                                           | |  |  |
|                    |                                                                |                      |                                                           | |  |  |

| 17 de julio, 16:00 | Estudiantes Concordia                                        | 67–75                | Villa Mitre (BB)                                                       | Viedma |  |  |
|                    | Parciales: 18-12, 15-19, 24-21, 10-23                        |                      |                                                                        | |  |  |
|                    | Estadísticas Carlos Paredes 12 Carlos Paredes 5 César Jara 5 | Reporte Pts Reb Asts | Estadísticas 23 Federico Harina Martini 11 Franco Amigo 7 Franco Amigo | Pabellón: Polideportivo Ángel Cayetano Arias Árbitros: * Rodrigo Castillo * Sebastián Moncloba * Alejandro Trías |  |  |
| Serie: 0-2         |                                                              |                      |                                                                        | |  |  |
|                    |                                                              |                      |                                                                        | |  |  |

### Semifinales; finales de conferencia

#### Conferencia norte
Unión (Santa Fe) - Villa San Martín (Resistencia)
| 21 de julio, 18:00 | Unión (SF)                                                             | 89–82                | Villa San Martín (R)                                                          | Córdoba                                                                                     |  |  |
|                    | Parciales: 20-24, 23-26, 21-18, 25-14                                  |                      |                                                                               |                                                                                             |  |  |
|                    | Estadísticas Andrés Jaime 16 Maximiliano Martin 9 Maximiliano Martin 3 | Reporte Pts Reb Asts | Estadísticas 23 Franco Vieta Stechina 8 Favio Vieta Stechina 5 Martin Cabrera | Pabellón: Estadio Ángel Sandrín Árbitros: * Sergio Tarifeño * Silvio Guzmán * Micaela Prado |  |  |
| Serie: 1-0         |                                                                        |                      |                                                                               |                                                                                             |  |  |
|                    |                                                                        |                      |                                                                               |                                                                                             |  |  |

| 22 de julio, 18:00 | Villa San Martín (R)                                                        | 72–63                | Unión (SF)                                                 | Córdoba                                                                                          |  |  |
|                    | Parciales: 16-14, 19-18, 13-14, 24-17                                       |                      |                                                            |                                                                                                  |  |  |
|                    | Estadísticas Davon Waters Anton 19 Gonzalo Romero 7 Franco Vieta Stechina 4 | Reporte Pts Reb Asts | Estadísticas 17 Andrés Jaime 7 Andrés Jaime 5 Andrés Jaime | Pabellón: Estadio Ángel Sandrín Árbitros: * Maxi Piedrabuena * Leonardo Mendoza * Orlando Leyton |  |  |
| Serie: 1-1         |                                                                             |                      |                                                            |                                                                                                  |  |  |
|                    |                                                                             |                      |                                                            |                                                                                                  |  |  |

| 24 de julio, 18:00 | Unión (SF)                                                    | 87–76                | Villa San Martín (R)                                                                 | Córdoba                                                                                     |  |  |
|                    | Parciales: 17-22, 28-12, 20-21, 22-21                         |                      |                                                                                      |                                                                                             |  |  |
|                    | Estadísticas Gastón Bertona 14 Leonardo Lema 8 Andrés Jaime 9 | Reporte Pts Reb Asts | Estadísticas 17 Sebastián Picton 9 Guilherme Frantz Teichmann 4 Favio Vieta Stechina | Pabellón: Estadio Ángel Sandrín Árbitros: * Danilo Molina * Gustavo D'Anna * Nicolás D'Anna |  |  |
| Serie: 2-1         |                                                               |                      |                                                                                      |                                                                                             |  |  |
|                    |                                                               |                      |                                                                                      |                                                                                             |  |  |

#### Conferencia sur
Villa Mitre (Bahía Blanca) - Quilmes
| 22 de julio, 19:00 | Villa Mitre (BB)                                                  | 67–72                | Quilmes                                                             | Viedma                                                                                                  |  |  |
|                    | Parciales: 13-16, 15-12, 18-12, 15-21 (T.E.: 6-11)                |                      |                                                                     | |  |  |
|                    | Estadísticas Franco Amigo 20 Ramiro Heinrich 12 Ramiro Heinrich 5 | Reporte Pts Reb Asts | Estadísticas 26 Jefrey Merchant 15 Jefrey Merchant 7 Raúl Pelorosso | Pabellón: Polideportivo Ángel Cayetano Arias Árbitros: * Julio Dinamarca * Pedro Hoyo * Alejandro Trías |  |  |
| Serie: 0-1         |                                                                   |                      |                                                                     | |  |  |
|                    |                                                                   |                      |                                                                     | |  |  |

| 23 de julio, 19:00 | Quilmes                                                          | 75–78                | Villa Mitre (BB)                                                         | Viedma |  |  |
|                    | Parciales: 20-17, 14-20, 16-20, 25-21                            |                      |                                                                          | |  |  |
|                    | Estadísticas Facundo Gago 24 Tirrel Brown II 10 Raul Pelorosso 5 | Reporte Pts Reb Asts | Estadísticas 24 José Gutiérrez 11 Franco Amigo 4 Federico Harina Martini | Pabellón: Polideportivo Ángel Cayetano Arias Árbitros: * Rodrigo Castillo * Sebastián Moncloba * José Domínguez |  |  |
| Serie: 1-1         |                                                                  |                      |                                                                          | |  |  |
|                    |                                                                  |                      |                                                                          | |  |  |

| 25 de julio, 19:00 | Villa Mitre (BB)                                               | 78–73                | Quilmes                                                         | Viedma |  |  |
|                    | Parciales: 21-15, 27-13, 7-23, 23-22                           |                      |                                                                 | |  |  |
|                    | Estadísticas José Gutierrez 21 Franco Amigo 7 José Gutierrez 9 | Reporte Pts Reb Asts | Estadísticas 20 Luciano Ortíz 11 Tirrel Brown II 4 Facundo Gago | Pabellón: Polideportivo Ángel Cayetano Arias Árbitros: * Diego Rougier * Raúl Sánchez * Maximiliano Cáceres |  |  |
| Serie: 2-1         |                                                                |                      |                                                                 | |  |  |
|                    |                                                                |                      |                                                                 | |  |  |

### Final
Unión (Santa Fe) - Villa Mitre (Bahía Blanca)
| 1 de agosto, 19:30 | Unión (SF)                                                           | 72–62                | Villa Mitre (BB)                                                   | Buenos Aires |  |  |
|                    | Parciales: 15-13, 26-14, 18-16, 13-19                                |                      |                                                                    | |  |  |
|                    | Estadísticas Gastón Bertona 18 Cedric Blossom 9 Maximiliano Martin 4 | Reporte Pts Reb Asts | Estadísticas 16 Ramiro Heinrich 10 Leandro Cecchi 4 José Gutiérrez | Pabellón: Estadio Obras Sanitarias Árbitros: * Rodrigo Castillo * Pedro Hoyo * Alejandro Trías Televisión: DirecTV Sports |  |  |
| Serie: 1-0         |                                                                      |                      |                                                                    | |  |  |
|                    |                                                                      |                      |                                                                    | |  |  |

| 2 de agosto, 19:00 | Villa Mitre (BB)                                                | 73–86                | Unión (SF)                                                      | Buenos Aires |  |  |
|                    | Parciales: 12-22, 25-19, 23-29, 13-16                           |                      |                                                                 | |  |  |
|                    | Estadísticas Ramiro Heinrich 18 Franco Amigo 9 Leandro Cecchi 3 | Reporte Pts Reb Asts | Estadísticas 20 Leonardo Lema 8 Cedric Blossom 4 Gastón Bertona | Pabellón: Estadio Obras Sanitarias Árbitros: * Sebastián Moncloba * Raúl Sánchez * Pablo Leyton Televisión: DirecTV Sports |  |  |
| Serie: 0-2         |                                                                 |                      |                                                                 | |  |  |
|                    |                                                                 |                      |                                                                 | |  |  |

| 4 de agosto, 19:00 | Unión (SF)                                                        | 68–77                | Villa Mitre (BB)                                               | Buenos Aires |  |  |
|                    | Parciales: 17-23, 18-14, 16-18, 17-22                             |                      |                                                                | |  |  |
|                    | Estadísticas Leonardo Lema 15 Cedric Blossom 14 Erbel De Pietro 3 | Reporte Pts Reb Asts | Estadísticas 27 Franco Amigo 10 Franco Amigo 4 Ramiro Heinrich | Pabellón: Estadio Obras Sanitarias Árbitros: * Julio Dinamarca * Maximiliano Piedrabuena * Gustavo D'Anna Televisión: DirecTV Sports |  |  |
| Serie: 2-1         |                                                                   |                      |                                                                | |  |  |
|                    |                                                                   |                      |                                                                | |  |  |

| 6 de agosto, 19:00 | Villa Mitre (BB)                                                    | 79–82                | Unión (SF)                                                   | Buenos Aires |  |  |
|                    | Parciales: 24-17, 16-18, 13-25, 22-15 (T.E.: 4-7)                   |                      |                                                              | |  |  |
|                    | Estadísticas Ramiro Heinrich 23 Ramiro Heinrich 10 José Gutiérrez 9 | Reporte Pts Reb Asts | Estadísticas 17 Andrés Jaime 12 Leonardo Lema 5 Andrés Jaime | Pabellón: Estadio Héctor Etchart Árbitros: * Rodrigo Castillo * Danilo Molina * Maximiliano Cáceres Televisión: DirecTV Sports |  |  |
| Serie: 1-3         |                                                                     |                      |                                                              | |  |  |
|                    |                                                                     |                      |                                                              | |  |  |